# シリアルキラーの一覧
シリアルキラーの一覧は各国や架空の連続殺人犯（シリアルキラー）の一覧である。

## 各国のシリアルキラーの一覧
| 名前 | 犠牲者数                                             | 犯行期間                                                                                    | 事件概要 | 出典                            |
| アイルランド共和国 | アイルランド共和国                                   | アイルランド共和国                                                                          | アイルランド共和国 | アイルランド共和国              |
| --- | ---------------------------------------------------- | ------------------------------------------------------------------------------------------- | --- | ------------------------------- |
| マーク・ナッシュ | 4人                                                  | 1997年代                                                                                    | 1997年にロスコモンにて民家で若いカップルを殺害し、保護施設で高齢女性二人を殺害、終身刑の判決が言い渡され現在も収監中である。 | [ 1 ]                           |
| アリス・キテラー | 4人                                                  | 1302年〜1324年                                                                              | キルケニーの魔女として知られる人物でアイルランドで初めて魔女として有罪判決が言い渡された犯罪者、夫4人に対する毒殺などの罪により有罪判決が言い渡されたが、その後イングランドに逃亡したため代わりに召使いが拷問を受け火あぶりの刑が執行された。キテラーのその後の運命は不明である。 | [ 2 ]                           |
| ユセフ・パラニ | 2人                                                  | 2022年代                                                                                    | 2022年にゲイ男性3人を殺傷しそのうち2人を殺害し、終身刑2回と懲役20年の判決が言い渡された。 | [ 3 ]                           |
| ドーカス・ケリー | 1〜6人以上                                           | 1761年以前                                                                                  | 売春宿経営者であったケリーは1760年に靴職人のジョン・ダウリングを殺害した罪で火あぶりの判決を受け、1761年1月7日に火あぶりの刑が執行された。また捜査官がケリーの売春宿を捜査したところ5人の白骨死体が発見された。 | [ 4 ]                           |
| アフガニスタン・イスラム共和国 |                                                      |                                                                                             | |                                 |
| アブル・ジャブール | 65〜300人以上                                        | 1960年代〜1970年                                                                            | 連続強姦犯、同性愛者、確定しているだけでも65人、推定でも300人以上のも人を強姦し絞殺、また被害者のほとんどは男性と少年であった、1970年に逮捕され、同年10月21日に絞首刑に処された。またジャブールが逮捕されるまでに、ジャブールの犯した犯罪の犯人とされた2人が冤罪により死刑判決を受けている。 | [ 5 ]                           |
| シリン・グル | 27人                                                 | 2000年〜2004年                                                                              | 男性27人を殺害した罪で懲役20年の判決が言い渡された。 | [ 6 ]                           |
| アブドラ・シャー | 20人以上                                             | 1990年代～2002年                                                                            | 妻を含める20人近い人々を殺害。2004年4月20日に銃殺刑執行(38〜39歳没)。シャーの死刑執行はタリバン政権崩壊後初の死刑執行となった。 | [ 7 ]                           |
| カルビン・ギブス | 3人                                                  | 2010年1月～5月                                                                              | 快楽殺人犯、アメリカ国籍、快楽目的で民間人3人を無差別に殺害した。終身刑が言い渡された。 | [ 8 ] [ 9 ]                     |
| アメリカ合衆国 |                                                      |                                                                                             | |                                 |
| テッド・バンディ | 30人以上                                             | 1974年〜1978年                                                                              | 全米で夥しい数の若い女性を殺害、正式な犠牲者数は不明だが、10年間にわたる黙秘を続けた後に30人を超える殺人を自白した。 | [ 10 ]                          |
| ジョン・ゲイシー | 33人                                                 | 1972年1月〜1978年12月                                                                       | 連続強姦犯、同性愛者、33人にもを呼ぶ少年を呼び寄せ性的暴行を加え、自信の同性愛を隠すために殺害、道化師ポゴに扮して少年たちを呼び寄せていた為「キラー・クラウン」などの異名を持つ。 | [ 11 ]                          |
| ベンダー一家 | 11〜20人以上                                         | 1871年〜1873年                                                                              | アメリカ史上初の連続殺人犯として知られる連続殺人一家、カンザス州で宿を経営していたベンダー一家は宿泊客を次々とハンマーで撲殺、1873年に事件が発覚し、宿を捜査したがベンダー一家は見つからず、その後の運命は不明である。また1887年8月から同年12月にかけて11人を殺害した居酒屋一家のケリー家と同一人物では無いかと言われている。 | [ 12 ]                          |
| デビット・パーカー・レイ | 60人以上?                                            | 1957年〜1999年?                                                                             | 性的拷問を行うためにセミトレーラーに防音対策を施し改造し、それをおもちゃ箱と称した。犠牲者数は不明だが60人の殺人容疑がかけられている。 |                                 |
| ボニー・パーカー＆クライド・バロウ | 13人                                                 | 1930年頃～1934年5月23日                                                                     | ボニーとクライドの愛称で知られている犯罪者カップル。ルイジアナ州で警官隊によって射殺されるまで、多くの強盗事件を犯し、少なくとも9人の警官と4人の一般市民を殺害した、当時のアメリカは禁酒法と世界恐慌の下にあり、その憂さを晴らすように犯罪を繰り返す彼等の事を凶悪な犯罪者であるにも拘らず、新聞も含めて英雄視する者も多かった。 | [ 13 ]                          |
| H・H・ホームズ | 12〜200人以上                                        | 1891年〜1894年                                                                              | 快楽殺人犯、ホテルを経営していたホームズは宿泊客を次々と殺害、またホームズが経営していたホテルの地下からは外科手術用具が山のように置いてあり、死体を処理する為の硫酸で満たされた樽も常備されていた。死刑判決が言い渡され、1896年5月7日に死刑執行。 |                                 |
| アルバート・フィッシュ | 不明                                                 | 1910年〜1932年                                                                              | 快楽殺人犯、人食い人種(カニバリスト)、正式な数は不明だが、数え切れないほどの子供を、肉を採取する目的で殺害し遺体を嗜食した。死刑判決が言い渡され、1936年1月16日に死刑執行。 |                                 |
| ロニー・デイヴィッド・フランクリン・ジュニア | 11〜180人以上                                        | 1985年〜2010年                                                                              | 連続強姦犯、カルフォルニア州南ロサンゼルスでカルフォルニア史上最悪のシリアルキラーと呼ばれた未解決事件の犯人である黒人男性、若い女性をターゲットとし強姦殺人を繰り返し、1988年に発生した女性(30歳)の強姦殺人未遂事件を最後とし、それからは犯行を行わなかったが、2001年以降から犯行を再び開始し、2001年には家出した女性を強姦し殺害、2003年には35歳の女性を殺害、2007年1月には25歳の女性を殺害した後にゴミ箱へ捨てた、2010年に逮捕され、2016年8月10日に死刑判決が言い渡されたが、2020年3月28日に独房で死亡した(68歳没)。「グリム・スリーパー」の異名を持つ。 |                                 |
| ジェフリー・ダーマー | 17人                                                 | 1978年6月18日〜1991年7月22日                                                                | 人食い人種(カニバリスト)、同性愛者、快楽殺人犯、ゲイバーなどで自分と同じ同性愛者をターゲットとし、誘拐しては殺害し遺体を嗜食した、また被害者に対してロボトミー手術を行おうと考えたが全て失敗に終わった。1994年11月28日に下記のクリストファー・J・スカーヴァーによって撲殺された(34歳没)。 |                                 |
| クリストファー・J・スカーヴァー | 3人                                                  |                                                                                             | 1件の殺人で逮捕され収監され、収監中に上記のジェフリー・ダーマーを含める2人の囚人を撲殺した。 |                                 |
| ミカジャ・ハープ＆ワイリー・ハープ | 40人                                                 | 1797年〜1803年                                                                              | 快楽殺人犯、ハーペ兄弟として知られるアメリカの海賊兄弟、スリルを求める為に乳幼児であろうと関係なく殺人を繰り返した、ミカジャ・ハープは1799年8月24日に被害者殺害の復讐を企てた人々によって殺害された。ワイリー・ハープは1803年に下記のサミュエル・メイソンを殺害し首を当局へ持ち込み懸賞金を受け取ろうとしたところを逮捕された、死刑判決が言い渡され1804年2月8日に死刑執行。 |                                 |
| サミュエル・メイソン | 20人以上                                             | 18世紀                                                                                      | 強盗を繰り返し少なくとも20人を殺害した海賊、ハーペ兄弟を含める他の海賊と犯行に及ぶこともあったとされている、上記のワイリー・ハープによって殺害された。 |                                 |
| パティ・キャノン | 少なくとも4人                                        | 19世紀                                                                                      | 数百人に及ぶ自由黒人を誘拐し少なくとも4人の黒人殺害した奴隷商人、逮捕されたが判決が言い渡される前に死亡した(60〜70歳没)。 |                                 |
| ゼブラ・マーダーズ | 15〜73人以上                                         | 1973年〜1974年                                                                              | ミッション系シリアルキラー、シマウマ殺人事件の犯人、人種差別に対する憎悪を動機とし白人をターゲットとし確定しているだけでも15人を殺害し8人から10人を負傷させた黒人4人組の連続殺人集団 | [ 14 ]                          |
| リッパークルー | 18人                                                 | 1981年5月23日〜1982年10月6日                                                                | ギャング団、女性の誘拐や拷問を繰り返した連続殺人集団 | [ 15 ]                          |
| ゲイリー・リッジウェイ | 49〜70人以上                                         | 1982年〜1984年                                                                              | 連続強姦犯、売春婦や家出少女をターゲットとし絞殺、グリーン川に遺棄した、死体遺棄後に死体の様子を見に来て屍姦を行う事もあった。ゲイリーが起こした連続殺人事件はアメリカ最大の未解決事件とされており、20年間未解決であった。 |                                 |
| レックス・ホイヤーマン | 10〜11人                                             | 1996年〜2011年                                                                              | 未解決事件とされていたロングアイランド連続殺人事件の犯人、主にCraigslistで仕事を募集していた売春関連の女性達を殺害した。10年以上未解決であったが、警察がホイヤーマンを監視していた際にゴミ箱にピザを捨てるのを目撃し、食べ残しを調べたところ、被害女性3人の遺体に残されていた髪の毛と、ピザから採取したDNA型が一致しホイヤーマンは逮捕された。 | [ 16 ]                          |
| エイミー・アーチャー・ギリガン | 5〜60人以上                                          | 1907年〜1917年                                                                              | 毒物で少なくとも5人を殺害した老人ホーム営者、死亡者のうちの一人はギリガンの2番目の夫であった、またギリガンはさらに多くの死に関与していた可能性があり、60人がギリガンの経営する老人ホームで死亡している。 |                                 |
| デルフィーン・ラローリー | 75人以上                                             | 1834年4月10日以前                                                                           | 快楽殺人犯、サディスト、数多くの黒人奴隷に対して虐待や拷問を行い死亡させた奴隷使用者、1834年4月10日にラローリー邸にラローリーの被害者である黒人奴隷が放火し、駆けつけた消防隊員に自分が火をつけたと告げた上で、「屋根裏部屋を開けて見てくれ」と懇願し、消防隊員が屋根裏部屋に突入したことで事件が発覚、この事件は当時のアメリカに大きな衝撃を与え、群集がラローリー邸を囲む騒ぎとなった。ラローリーはラローリー邸から脱出し消息不明となった、一説には、その後ラローリーはパリに渡り、1842年12月7日頃に死亡したといわれている。またラローリー邸は10年間空家になった後イタリア人が購入したが、程なく手放された。その後、アパートに改装されたが、その際に剥がされた床板の下から生き埋めにされたと思われる奴隷の遺体が75体も発見されたと記録されている。 |                                 |
| レイ・コープランド＆フェイ・コープランド | 5〜12人                                              | 1986年〜1989年                                                                              | 農場で5人の浮浪者を殺害した罪で死刑判決を受けた老夫婦。 | [ 17 ]                          |
| ジョシュア・ドットソン | 3人                                                  | 2019年11月17日〜2020年                                                                      | 2019年11月17日に18歳の少年を射殺、2020年6月12日には元恋人とその胎児を射殺した。2024年10月に懲役102年の判決が言い渡された。またドットソンは自らシリアルキラーを自称し、自分を架空のシリアルキラーのマイケル・マイヤーズに例えた。 | [ 18 ]                          |
| ジェフリー・ジョセフ・ドーハティ | 4人                                                  | 1976年2月〜3月                                                                              | 3週間の間に「ペンシルバニア州、アラバマ州、フロリダ州」にて4人の女性を殺害した。1988年11月8日に電気椅子により死刑執行。 | [ 19 ] [ 20 ]                   |
| イラン・イスラム共和国 |                                                      |                                                                                             | |                                 |
| ハッサン・オランギ＆アッバス・アリ・ザリフィアン | 62人                                                 | 1945年〜1951年                                                                              | 快楽殺人犯、連続強姦犯、世間を震撼させ悪名を世間に広めたいという思いで、共犯者のアッバス・アリ・ザリフィアンの協力を得て、マシュハド周辺で62人の若い女性や売春婦をスカーフやハンカチで絞殺。 | [ 21 ]                          |
| ホシャン・アミニ | 67人                                                 | 1945年〜1951年                                                                              | 快楽殺人犯、体格的に弱い青少年や女性をターゲットとして選び人里離れた場所に誘い出し、人目のつかない場所で被害者の手足を縛り強姦や拷問を行い、最終的に絞殺しナイフで首を切り落とし、井戸に遺体を遺棄した。逮捕後大騒動となりメディアでも広く報道され井戸に死体を遺棄していたことから「カナート井戸の幽霊」の異名や、フェルト帽を被っていたことから「フェルト帽殺人犯」とも呼ばれた。死刑判決が言い渡され、1963年12月に別の事件の犯罪者と共に公開処刑に処された。 | [ 22 ]                          |
| モハメド・ビジェ | 21〜29人                                             | 2004年3月〜9月                                                                              | 連続強姦犯、同性愛者、6ヶ月の間にアフガニスタン難民の41人の少年を砂漠へ誘い出し性的暴行を加えた上で殺傷し、21人から29人を殺害、公開処刑の判決が言い渡され、2005年3月16日にクレーンで息絶えるまで10mの高さまでにあげられ処刑された。 | [ 23 ]                          |
| ウクライナ共和国 |                                                      |                                                                                             | |                                 |
| イーゴル・V・スプルニューク&ヴィクトル・I・サイェンコ&アレクサンドル・O・ハンジャー                                                                            | 21人                                                 | 2007年6月25日～7月16日                                                                      | いずれも未成年者、ウクライナ21の犯人、3人組はいじめっ子に対する恐怖を克服する為に、様々な奇行を行ったが次第に動物を拷問にかけるなどと段々と奇行がエスカレートしていき、次第には老人やホームレス、女性、子供などといった自分たちよりも弱い人物を拷問して殺害するようになった。スプルニュークとサイェンコには終身刑、ハンジャーには懲役9年の判決が言い渡された。 |                                 |
| セルゲイ・タカク | 37〜100人以上                                        | 1980年〜2005年                                                                              | 小児性愛者、連続強姦犯、「ハルキウ州、ザポリージャ州、クリミア半島」で8歳から18歳までの若い女性をターゲットとし強姦した後に窒息死させた。2005年8月に逮捕され2008年に終身刑が言い渡された。 |                                 |
| アナトーリ・オノプリエンコ | 52人                                                 | 1989年～1996年3月22日                                                                       | 学生の頃には森林学を学び、その後に水夫として働くが、精神病を発症したことで「殺人をするように」と言う幻聴が聞こえるようになり、森で鹿を撃って殺人の練習を始め、1989年に一家7人を射殺、その後から殺人の目撃者や無関係な家族などを次々と惨殺し1996年に逮捕、1999年に死刑判決が言い渡されたが、ウクライナでは2000年に死刑が廃止され終身刑に減刑され、2013年8月27日に獄死した(54歳没)。 |                                 |
| カナダ |                                                      |                                                                                             | |                                 |
| ロバート・ピックトン | 26人以上                                             | 1833年〜1851年                                                                              | 多くの女性を殺害し、解体した人肉を肉屋で販売し、豚に撒き餌として食べさせた。「バンクーバーの屠殺者」の異名を持つ。 |                                 |
| シンキチ・サクラダ＆タダオ・ヒトミ＆ブンシロウ・フジノ | 1〜20人                                              | 1929年?〜1931年3月30日                                                                      | いずれも日本国籍、1931年3月30日に工場近くの線路脇で、漁師のナオキチ・ワタナベを斧で殺害、また過去2年間にわたり20人以上の日系カナダ人が結核や原因不明の胃病などで死亡している、そのためサクラダらの逮捕後にバンクーバーの日本人コミュニティでは「3人が殺人工場を経営している」と噂が広がり大騒ぎとなった、日本人が関与した凶悪犯罪であった為、日本の新聞でも広く報道された。シンキチとタダオに死刑判決、ブンシロウは証拠不十分により釈放された。 | [ 25 ] [ 24 ] [ 26 ]            |
| キプロス共和国 |                                                      |                                                                                             | |                                 |
| ニコス・メタクサス | 7人                                                  | 2016年9月〜2018年8年                                                                        | 5人の女性と2人の子供を殺害した陸軍将校。 | [ 27 ]                          |
| グレートブリテンおよび北部アイルランド連合王国 |                                                      |                                                                                             | |                                 |
| ウイリアム・バーク＆ウイリアム・ヘア | 16人                                                 | 1828年代                                                                                    | バークとヘア連続殺人事件の犯人、自身らが経営する宿で宿泊客が死亡していたため医科大学に売り、これに味をしめた2人は次々と宿泊客を殺害し最初に売った遺体を含め17体の遺体を医科大学に売った、逮捕後ヘアは罪を自供し免責となった、バークは1828年に死刑が執行され、被害者と同様に医大生に解剖される運命をたどった。 |                                 |
| ハロルド・シップマン | 15〜250人以上                                        | 1975年〜1998年                                                                              | 死の天使(ヘルスケア・シリアルキラー)、15件の殺人で終身刑の判決、200人を超える数え切れない程の人々がシップマンによって殺害された疑いがある、2004年1月13日に首を吊り自殺した(57歳没)。 |                                 |
| マーガレット・ウォーターズ | 19人                                                 | 1866年〜1870年                                                                              | ベビーファーマー、受け取った乳児に薬を与える、飢え死にさせるなどといった方法で19人の乳児を殺害した。死刑判決が言い渡され、1970年10月11日に死刑執行。 | [ 28 ] [ 29 ]                   |
| フレデリック・ウェスト＆ローズ・ウェスト | 12人                                                 |                                                                                             | 自分の子供や若い女性や少女などといった人々を誘拐し性的暴行や拷問を行い殺害した夫婦、逮捕後フレデリックは自殺(53歳没)、ローズは1995年11月に終身刑の判決が言い渡された。 | [ 30 ]                          |
| ジョン・ビショップ＆トーマス・ウィリアムズ＆ジェームズ・メイ                                                                                                   | 3人                                                  | 1831年代                                                                                    | ギャング団、ロンドン・バーカーズとして知られる死体泥棒3人組、バークとヘア連続殺人事件を参考に12年間にかけて500体から1000体の死体を盗み1831年代に3人を殺害した。 |                                 |
| ジョージ・チャップマン | 3人                                                  | 1897年〜1902年                                                                              | ポーランド人の理髪師で4人の愛人を作り偽装結婚しそのうち3人を酒石酸で毒殺、「市区の毒殺魔(ザ・バーロー・ポイズナー)」の異名を持つ。死刑判決が言い渡され、1903年4月7日に死刑執行(37歳没)。またフレデリック・アバーライン警部がチャップマンを切り裂きジャックなのではないかと考えていた記録が残っている。 |                                 |
| グレアム・ヤング | 3人                                                  | 1962年〜1971年                                                                              | 初犯は未成年者、イギリスの悪名高い毒殺者、幼い頃から毒物に興味があり19762年に自身を虐待していた継母を毒殺、大人になると会社に就職するが同僚2人を毒殺した、逮捕され終身刑の判決が言い渡され、1990年8月1日に死亡(42歳没)。 |                                 |
| キャサリン・フレイリー＆フランシス・ビリング | 3人                                                  | 1835年〜2月27日                                                                             | バーナム毒殺者として知られる女性2人組、それぞれの配偶者を毒殺しようと企み、バーナム・マーケットにて数回に渡り4人に投毒し3人を死亡させた、逮捕後フレイリーとビリングは裁判にかけられいずれも死刑判決が言い渡され、1935年8月10日にいずれも死刑執行。死刑執行後フレイリーとビリングの遺体からデスマスクが作成され現在もノーフォーク城に展示されている、2人の死刑執行後、8月29日に共犯の疑いがあるピーター・テイラーという男が妻殺害の容疑で裁判にかけられ無罪を主張するも死刑判決が言い渡され、1836年4月23日に死刑執行。テイラーの死刑執行は新聞で処刑の様子を描いたイラスト入りで報道された。 | [ 31 ]                          |
| アメリア・ダイアー | 6〜400人以上                                         | 1869年〜1896年                                                                              | ベビーファーマー、望まれない幼児を金銭と引き換えに養子にする里親となり、広告や顧客との面談で愛情のある家庭を提供すると騙し、次々と養育費と幼児を受け取っては殺害し生計を立てていた、1896年4月4日に逮捕され死刑判決が言い渡され、1896年6月10日に死刑執行(58〜59歳没)。またダイアーを切り裂きジャックの正体ではないかと考える人も数多くいた。 |                                 |
| サラ・チェシャム | 1〜4人                                               | 1845年〜1849年                                                                              | 夫リチャードを毒殺、1845年に発生した3件のヒ素中毒事件の容疑者としても裁判にかけられたが証拠不十分で無罪となった、リチャード毒殺の件では死刑判決が言い渡され、1851年に死刑執行。サラの死刑執行に6000人を超える見物客が集まった。 | [ 32 ] [ 33 ]                   |
| メアリー・ベイトマン | 1〜4人                                               | 1803年〜1808年                                                                              | 「ヨークシャーの魔女」の異名を持つ詐欺師のメイド、ウィリアム・ペリゴとレベッカ・ペリゴの夫婦にヒ素入りのプリンを与え妻のレベッカを死亡させた。ウィリアムはベイトマンが妻を毒殺したとして通報し逮捕された、またベイトマンは2年前にはペリゴ夫妻から金銭を騙し取っていた、ベイトマンの家を捜査したところ毒物とペリゴ夫妻を含む数人の被害者の私物が見つかった、1809年に死刑執行。 |                                 |
| フレデリック・ベイリー・ディーミング | 6人                                                  | 1891年7月26日〜1891年12月24日                                                               | 1891年7月26日に妻と4人の子供の喉を切り裂き絞殺し逃亡、1891年12月24日には2番目の愛人の喉を切り裂き撲殺した、犯行内容から切り裂きジャック説が疑われた。 |                                 |
| キャサリン・フラナガン＆マーガレット・ヒギンズ | 1〜4人                                               | 1891年7月26日〜1891年12月24日                                                               | アイルランド国籍、「ブラック・ウィドーズ・オブ・リヴァプール」の異名を持つ殺人犯、イギリスのランカシャー州リバプールにて1件の毒殺事件を起こし有罪判決を言い渡された、また複数の殺人の疑いがかけられていた。 |                                 |
| ジョン・ウィリアムズ | 7人                                                  | 1811年12月7日〜19日                                                                         | アイルランド国籍、ラトクリフ街道殺人事件の犯人、ロンドンイーストエンド地区にて2回に分けて2軒の1家を襲撃し家族とメイドをハンマーで撲殺した、裁判にかけられる前に自殺した。 |                                 |
| ルーシー・レトビー | 7人                                                  |                                                                                             | 死の天使(ヘルスケア・シリアルキラー)、7人の乳児を続けざまに殺害した。英国史上最悪の新生児連続殺人犯と考えられている、またレトビーの家からは「私は悪魔」と書かれたメモが発見された。 | [ 34 ]                          |
| メアリー・アン・コットン | 21人                                                 | 19世紀                                                                                      | 生命保険金目当てで親族21人を殺害。 | [ 35 ]                          |
| ケネス・アースキン | 7〜11人以上                                          | 1986年4月9日～7月28日                                                                       | 連続強姦犯、性的暴行を加えるため少なくとも7人の高齢女性を殺害、「ストックウェルの絞殺魔」の異名を持つ。 | [ 36 ]                          |
| アメリア・サック＆アニー・ウォルターズ | 12人以上                                             | 1900年〜1902年                                                                              | ベビーファーマー、預かった乳児を少なくとも12人を殺害した。 |                                 |
| ブルース・ジョージ ピーター・リー | 12〜26人以上                                         | 1973年〜1979年                                                                              | 11件の放火、26件の過失致死などといった罪を犯し少なくとも11人を殺害した、終身刑の判決が言い渡された。 |                                 |
| デニス・ニルセン | 12〜15人                                             | 1978年12月30日〜1983年1月26日                                                               | ネクロフィリア、5年間の間に12人の若い男性と少年を殺害し、15人を殺害した疑いがある死体愛好者。 |                                 |
| セルビア |                                                      |                                                                                             | |                                 |
| ババ・アヌジカ | 50〜150人以上                                        | 1890年代～1928年                                                                            | ミッション系シリアルキラー、薬草学者であったババはDVに苦しむ主婦に、有機植物毒とヒ素を調合した毒薬を魔法の水と称して現在の日本円で50万円に近い値段で販売し、間接的に次々と毒殺していった、夫を毒殺した主婦らの共犯者として扱われ、懲役15年の判決が言い渡されたが、後に恩赦で出獄した。 |                                 |
| 大韓民国 |                                                      |                                                                                             | |                                 |
| ユ・ヨンチョル | 20〜21人                                             | 2003年9月〜2004年7月                                                                        | 人食い人種(カニバリスト)、ソウル20人連続殺人事件の犯人、韓国史上最悪のシリアルキラーであり、確定しているだけでも20の女性を殺害して、そのうち3人の遺体は焼却処分し、その他の遺体は嗜食した。「レインコートキラー」の異名を持つ、死刑判決が言い渡されたが、韓国では死刑制度は残っているが、20年以上、死刑囚の執行が行われていない。 |                                 |
| チョン・ナムギュ | 13人                                                 | 2004年1月14日〜2006年4月22日                                                                | 快楽殺人犯、ソウル西南部連続殺人事件の犯人、「ソウル特別市冠岳区、九老区、銅雀区、永登浦区など」のソウル西南部一帯で殺人や、放火などの犯罪を犯し13人を殺害、また「タバコはやめれても、殺人はやめれない」と発言し、反省の態度が全く見られず、死刑判決が言い渡されたが、2009年11月22日に首を吊って自殺している所が発見された(40歳没)。 |                                 |
| イ・チュンジェ | 10〜45人                                             | 1986年2月8日〜1994年1月13日                                                                 | 快楽殺人犯、華城連続殺人事件の犯人、韓国史上最悪の未解決事件とされていた華城連続殺人事件の犯人、2019年に最新のDNA鑑定によって真犯人であることが判明、時効であるため華城連続殺人事件の罪は問われず無期懲役で現在も収監中である。「韓国のゾディアック」や「韓国の切り裂きジャック」の異名を持つ。 |                                 |
| イ・ソン | 数百人                                               | 1757年〜1762年                                                                              | 快楽殺人犯、朝鮮王朝のシリアルキラー、連続強姦犯、朝鮮王朝時代の王子であったイは自分の宮廷で働く、多くの女性侍従を強姦し殺害、他にも数百人にも及ぶ数え切れないほどの人々を拷問にかけて殺害。1762年の夏、英祖と口論になり、お前の息子を殺すと殺害予告をし、英祖の宮殿に忍び込むが息子を見つけることができず、息子の衣類や所持品を盗み逃走、その後にイが英祖を殺害しようとしたという噂が朝鮮全土に広まり、英祖の妻は孫達を守る為に、イを処刑するように命じたが、朝廷の規則では王族の遺体を汚すことはできないため、封印の判決を言い渡され、米櫃に封印され8日後に餓死した(27歳没)。 |                                 |
| カン・チャング | 6人                                                  | 1983年〜1987年                                                                              | 快楽殺人犯、連続強姦犯、公州市の田舎で女性6人を強姦し殺害。死刑判決が言い渡され、1995年に死刑執行。 |                                 |
| カン・ホスン | 10人                                                 | 2005年〜2008年                                                                              | 快楽殺人犯、連続強姦犯、自分の顔の良さを悪用し、妻と義母を含める10人の女性を殺害。死刑判決が言い渡され、現在も収監中である。 |                                 |
| キム・デドゥ | 17人                                                 | 1975年8月〜10月                                                                             | 連続強姦犯、連続強盗殺人犯、老若男女問わず17人を殺害、キムは大韓民国成立後の韓国では初のシリアルキラーであった。死刑判決が言い渡され、1976年に死刑執行。 | [ 37 ]                          |
| パク・イングン | 513〜657人                                           | 1975年～1987年                                                                              | 兄弟福祉院事件の犯人、12年間の間に浮浪者や障害者や孤児ら約3000人以上を収容したが、強制労働や暴行によって大量の死者を出した、この事件は「韓国版アウシュビッツ」とも呼ばれた。懲役2年6ヶ月の判決が言い渡された。 | [ 38 ]                          |
| パク・ジョンミン | 2人                                                  |                                                                                             | ネクロフィリア、快楽殺人犯、2人の女性を連続して殺害、「第二のユ・ヨンチョル」の異名を持つ。無期懲役判決が言い渡された。 | [ 39 ]                          |
| パク・ブンレ | 5人                                                  | 1974年〜1975年                                                                              | 保険金目当てで家族や友人の計5人を毒殺、1979年に死刑判決が言い渡され、1983年に死刑執行。 | [ 40 ]                          |
| キム・ソンジャ | 5人                                                  | 1986年〜1988年                                                                              | 自分の父や妹など計5人を青酸カリで毒殺。死刑判決、韓国の歴史上初の女性シリアルキラーである。 |                                 |
| オム・インスク | 4人                                                  | 2000年〜2005年                                                                              | 保険金目当てで、3人を殺害し7人に重軽傷者を負わせた、サイコパステストを行った結果40点中40点満点であり、世界的にも非常に珍しい。無期懲役判決が言い渡された。 | [ 41 ]                          |
| 至尊派 | 5人                                                  | 1993年〜1994年                                                                              | いずれも人食い人種(カニバリスト)1993年から1994年にかけて5人を殺害し遺体を嗜食した、また被害者のうちの1人は共犯者であるS(18歳)であり裏切り者と見なされリンチにされ殺害された、イ以外は死刑判決が言い渡され、1995年11月2日に死刑執行。 | [ 42 ] [ 43 ] [ 44 ]            |
| ドイツ連邦共和国 |                                                      |                                                                                             | |                                 |
| ペーター・シュトゥンプ | 18人                                                 | 1564年頃〜1589年                                                                            | 神聖ローマ帝国のシリアルキラー、人食い人種(カニバリスト)、25年間「ヤギやヒツジ」などの動物や「女性や子供」の遺体を嗜食したとされる中年男性、また実在した狼男として知られており、狼男伝説の始まりであるとされている、1589年にケルンで斬首刑が執行された(49〜50歳没)。 |                                 |
| カール・デンケ | 30人以上                                             | 1921年〜1924年12月21日                                                                      | 同性愛者?、人食い人種(カニバリスト)、「性欲、性欲、金銭欲」などを満足させるため、若いホームレスを殺害をターゲットとし殺害しては屍姦してから食用にし、その遺体の肉の塩漬けや瓶詰めを肉屋で販売したとされている。逮捕後間もなくし、拘置所内で首を吊って自殺した(64歳没)。 | [ 45 ]                          |
| ニールス・ホーゲル | 数百人                                               | 2000年〜2005年                                                                              | 死の天使(ヘルスケア・シリアルキラー)、100人以上の患者連続殺人を認めたドイツの看護師で、戦後ドイツまたは世界最悪のシリアルキラーと考えられている、検察は5年間にかけて300人ほどの患者がホーゲルによって殺害されたと推定している、2015年に終身刑が言い渡された。 | [ 46 ]                          |
| ペーター・ニールス | 544人                                                | 1566年頃〜1581年                                                                            | 神聖ローマ帝国のシリアルキラー、人食い人種(カニバリスト)、妊婦の胎児を含め544人もの人々を殺害しては、遺体を嗜食したとされる黒魔術師、逮捕後生きたまま四つ裂きの刑に処された(41歳没)。 | [ 47 ]                          |
| 中華人民共和国 |                                                      |                                                                                             | |                                 |
| 劉彭離 | 100人以上                                            | 紀元前144～116年                                                                            | 前漢のシリアルキラー、中国史上初のシリアルキラーであり、世界最古のシリアルキラーでもある、スポーツ感覚で次々と殺人を犯し100以上を殺害、犠牲者の息子が皇帝と当局に彼の事を訴えた事で事件が発覚し逮捕された、竹山県(現在の湖北省)への追放の判決が言い渡された。 | [ 48 ] [ 49 ]                   |
| 楊新海 | 67人                                                 | 1999年〜2003年                                                                              | 連続強姦犯、中国史上最悪のシリアルキラー、4年間にかけて「斧、ハンマー、シャベル」を用いて連続的に殺害、証拠隠滅のために犯行を行う度に新しい服と靴に履き替えていた。「モンスターキラー」の異名も持つ。死刑判決が言い渡され、2004年2月14日に銃殺刑が執行された(35歳)。 | [ 50 ]                          |
| 李义江 | 7人                                                  | 1994年・2002年〜2003年                                                                      | 同性愛者、初犯は未成年者、「陰茎狩りの殺人鬼」として知られるシリアルキラーであり、2002年から2003年にかけて同性愛者をターゲットとし殺害後に陰部を切り取ってゴミ箱へ捨てた、また中学生の頃には、同級生に恋をした為告白すると、「お前、男好きなんだ、キモ」と言われショックを受け、これに怒りを覚えた李はその同級生を殺害したことも判明した、死刑判決が言い渡され、2004年8月20日に死刑執行。 | [ 51 ]                          |
| 中華人民共和国香港特別行政区 |                                                      |                                                                                             | |                                 |
| 林國偉 | 3人                                                  | 1992年4月24日～1993年8月5日                                                                 | 連続強姦犯、1992年4月24日午前3時頃に元彼女に容姿が似ている女性(19)を発見し尾行、女性がビルに入ったため追いかけエレベーター前で女性に飛びかかり首を絞め階段まで連れて行き強姦しハンドバッグを盗み逃走、同年6月26日、タクシーを降りたナイトクラブ従業員の女性(32)を強姦、同年8月、女性(39)を遅い草むらに引きずり込み首を絞めて強姦、同年12月4日深夜、少女の首を後ろから絞め、強姦し金品を強奪、同年12月18日、夫と別れ帰宅中の女性を強姦、1993年2月24日、専業主婦の女性(50)に襲いかかり首を絞めるが強く絞めすぎたため死亡させてしまい屍姦しハンドバッグを盗んで逃走した、同年4月14日、女性(22)を強姦し金品を強奪、同年5月24日、カラオケから帰る女性に襲いかかり平手打ちをし絞殺、同年8月5日、女性(21)を強姦、その後映画を見る約束を女性としていたため映画館へ向かったところを逮捕された、逮捕後DNA鑑定が行われ連続強姦事件の犯人であることが判明し、多くの女性を強姦したため「屯門魔(日本語:屯門の強姦魔)」の異名を持つ。終身刑の判決が言い渡された。 |                                 |
| 林過雲 | 4人                                                  | 1982年2月3日〜1982年7月                                                                     | 2月3日に電線で女性を絞殺し自宅に隠し、死体を全裸にし写真を撮影、女性の財布から500ドルを奪い電動ドリルを購入し解体した、5月29日に女性をナイフで脅し手錠をかけ電線で絞殺、その後に手術用のメスで解体し遺棄した。5月29日には殺害した女性の内蔵を摘出し、食べようとしたが嫌悪感を覚えたため未遂に終わった。7月2日にも女性を絞殺し解体後に遺棄した、また林は遺体を解体する際の様子を動画として収めている。死刑判決が言い渡されたが、後に終身刑に減刑された。 |                                 |
| 中華民国 |                                                      |                                                                                             | |                                 |
| 禹建忠 | 5人                                                  | 1988年の3ヶ月半                                                                             | 3ヶ月半の間に士林区にて鉄の棒や棍棒で31人を殺傷し所持品を奪った、この連続事件により26人が負傷し、5人が死亡した、 | [ 52 ] [ 53 ]                   |
| 林宗誠グループ | 5人                                                  | 1983年〜1986年                                                                              | 強盗団、ギャング団、132件の強盗事件を引き起こし、5人を殺害した犯罪グループ、また犯人のほとんどが高学歴であり溫錦隆は警察官であった為大きな話題を呼んだ。 | [ 54 ] [ 55 ]                   |
| 張介宗 | 3〜7人                                               | 2024年〜2025年                                                                              | 高雄連続殺人事件の犯人、3人の殺人容疑で逮捕された、また3ヶ月以内に7人を殺害した疑いがある。 | [ 56 ] [ 57 ] [ 58 ]            |
| 夏小平強盗殺人集団 | 7人                                                  | 1992年〜1993年                                                                              | 強盗団、1年間にわたり身代金目的の誘拐や強盗殺人を繰り返し7人を殺害、いずれも死刑判決が言い渡された。 | [ 59 ]                          |
| 林來福 | 28人以上                                             | 1986年〜1990年                                                                              | ギャング団のリーダーであった林は台湾全土で「強盗、脅迫、誘拐、恐喝、殺人」などといった数百件の犯罪を犯し少なくとも28人殺害した。1991年7月25日に死刑執行(31歳没)。 |                                 |
| 陳高蓮葉 | 7人                                                  | 1985年〜1986年                                                                              | 陳高蓮葉は若い頃に子宮を摘出したことで子供が産めない体になっていたため子持ちの幸せな家庭に対して激しい嫉妬と憎悪を抱いていた、そのためシアン化カリウム入りのキャンディを1年間にわたり子供達に食べさせ、7人を死亡させ2人に重症を負わせた、逮捕後逮捕されなかった場合200人以上を殺害しようとしていた事を自供し、陳の家からは200人を殺害するのに十分な量の毒物が見つかった、1989年7月9日に銃殺刑執行。また陳は台湾で2番目に死刑判決が言い渡された女性であり、台湾の歴史上最も人を殺害した女性でもあった。 |                                 |
| 林于如 | 3人                                                  | 2008年11月～2009年7月                                                                       | ギャンブラーであった林は2000万台湾ドル(日本円で約500万円)を超える借金を背負っていたため、家族に保険金を掛けて殺害する計画を立てた、2008年6月18日に臭豆腐の店に放火、同年11月に母親を階段から突き落とし負傷させた、その後、母親は死亡し500万台湾ドルを(日本円で約140万円)を受け取ることに成功、2009年5月には義母を死亡させた、続いて体調不良を訴え入院した夫を殺害、林は保険金の申請を行ったが林の親族が次々と不審死していることに不審に思った保険会社が通報し逮捕された、また林の義理の姉と息子にも保険をかけられていることが判明した、2010年4月に3件の殺人で死刑判決が言い渡されたが2012年2月に控訴に対して終身刑へ減刑、しかし2013年6月14日には終身刑は差し戻しとなり再び死刑が言い渡された、 |                                 |
| 黄鸿寓 | 6人                                                  | 1988年〜1990年                                                                              | 様々な犯罪を犯し6人を殺害した台湾のギャング。「黒い暴牛」を意味する「黑牛」の異名を持つ。 | [ 60 ]                          |
| 張正義 | 6人                                                  | 1989年〜1990年                                                                              | 連続強姦犯、タクシー運転手を装って、女性客を次々と殺害した。「タクシーウルフ」や「台北の狼」などといった異名を持つ。死刑判決が言い渡され、2011年に死刑執行。 |                                 |
| 徐東志 | 7人                                                  | 1976年〜1983年                                                                              | 1976年に恋人と口論になり頭を地面に叩きつけて殺害、翌年8月には同棲中の恋人とその同僚を感電死させた、1983年には「300キロの金の財宝がある」と4人に嘘を伝え、ガスで中毒死させた、 | [ 61 ]                          |
| 朝鮮民主主義人民共和国 |                                                      |                                                                                             | |                                 |
| パク・ミョンシク | 12人                                                 | 1990年4月～10月                                                                             | 人食い人種(カニバリスト)、持病として肝硬変を持っていた為、肝硬変には若い青少年の肝臓が効くと占い師から告げられ、それを信じ込んだパクは咸鏡南道の新浦市の農村に派遣されている14歳から17歳の学生を見つけるために、農村を隅から隅まで探して、肝臓を抽出し食べた、この連続殺人事件によって世間は震撼し住民は夜の外出を控えるようになったと言われている。1990年10月に旅行中の学生を誘拐しようとしたが未遂に終わり、近くにいた住民によって取り押さえられ、警察署に連行され逮捕された。非常に猟奇的な犯行内容から「臓器の収穫者」や「臓器収穫装置」などといった異名を持つ、銃殺刑の判決が言い渡され、1991年10月に銃殺刑が執行された。パクに肝硬変には肝臓と教えこんだ占い師は強制送還されたそうだが、その後は一切不明である。またこの連続猟奇殺人事件は韓国でも広く報道された。北朝鮮は検閲が厳しいため連続殺人が起きてもたったの一部しか流出しない事が多いが、より詳しく詳細が知られ渡っている北朝鮮のシリアルキラーでは、現時点パクのみである。 | [ 62 ] [ 63 ] [ 64 ]            |
| ハンガリー |                                                      |                                                                                             | |                                 |
| エリザベート・バートリー | 650人以上                                            | 1585年〜1610年                                                                              | ハンガリー王国のシリアルキラー、美しさのために数え切れないほどの召使いの女性を拷問して殺害し、生き血を浴槽にため入浴したり、シャワーとして利用したりし当時の世間を震撼させた、また中世のシリアルキラーでは、フランス王国のジル・ド・レの次に圧倒的な犠牲者数を誇り、実在したヴァンパイアとしても知られている。幽閉の判決が言い渡された。 |                                 |
| ブラジル連邦共和国 |                                                      |                                                                                             | |                                 |
| ペドロ・ロドリゲス・フィーリョ | 71〜100人以上                                        | 1968年～2007年                                                                              | 初犯は未成年者、ミッション系シリアルキラー、胎児として母親の中にいる時に父親が母親に日常的な虐待を行っていたた頭に大きな傷があり、その事を根に持っていたため子供の頃から暴力的な性格であった、次第にペドロは「悪は居なくなればいい」と考え、14歳の頃には冤罪により父親を解雇した副市長と冤罪を擦り付けた男の2人をショットガンで射殺、その後に逃亡し逃亡生活を繰り返しながら密売人など社会的に悪とみなされる人物をターゲットに強盗殺人を繰り返した、やがて逃亡先で恋人を作り恋人の亡き夫のギャングのリーダーとしての地位を継いだ、やがて恋人は妊娠し子が宿るが恋人がライバルのギャング団のリーダーによって殺害されたためこれに激怒し復讐を決意、復讐を実行するためにライバルのギャング団の幹部を誘拐しては拷問にかけリーダーについての情報を吐かせ殺害するなどといった犯行を繰り返した、その後にギャングのリーダーが結婚式をあげるという情報を入手し、結婚式当日に式場で乱射し惨殺、その後に父親が母親を殴り殺したという報告が届き、これに激怒したペドロは父親の面会時に立ち会いの看守を気絶させ父親の心臓をえぐりだし殺害、この事件によってペドロは逮捕されるが、護送中には同じ護送車に乗っていた強姦犯が自身の犯行を自慢げに話してきたためそれに激怒したペドロは強姦犯を殺害、懲役126年の判決が言い渡されるが、当時のブラジルの法で30年以上の刑は禁止されていたため30年に減刑、2007年4月24日に刑期を終えて釈放されるが、2011年9月15日に逮捕され再び収監される、2018年12月10日に釈放されYouTuberとなるが、2023年3月5日午前10時頃に正体不明の人物によって射殺された(68歳没)。またペドロの犯罪は被害者が全員犯罪者やギャングなどと反社会的行為を行う人々であったため英雄視する者が多かった。 |                                 |
| ホルヘ・ベルトラン・ネグロモンテ・ダ・シルベイラ＆イザベル・クリスティーナ・トレアン・ピレス・ダ・シルベイラ＆ブルーナ・クリスティーナ・オリベイラ・ダ・シルバ | 3人                                                  | 2008年〜2012年                                                                              | 人食い人種(カニバリスト)、ガラニュンスの人食い人種の異名で知られる3人組のシリアルキラー、2008年5月26日に1歳の娘を連れていた当時17歳の少女を自宅へ誘い込み浴内ででナイフを使って頸動脈を刺して殺害、血抜きなどの処理を行った後にバラバラに解体し冷蔵庫に保管した、翌日に塩やクミンなどといった調味料で味付けし3人で焼いて食べた、また被害者の少女の娘も被害者の肉を食べさせられた、2012年2月には当時31歳のZを殺害、同年3月15日には当時20歳のAを誘拐し殺害、Aを殺害した後に臀部と太ももから肉を解体しスナック菓子に加工した後に地元の人々に販売した。ネグロモンテとブルーナに懲役71年、オリベイラに懲役61年の判決が言い渡された。 | [ 65 ] [ 66 ]                   |
| チアゴ・エンヒッキ・ゴメス・ダ・ホーシャ | 28〜36人以上                                         | 2015年10月14日に逮捕                                                                        | 2011年以降28件の殺人容疑で起訴されたブラジルの青年。 | [ 67 ]                          |
| デイゼ・モウラ・ドス・アンジョス | 少なくとも4人                                        | 2020年〜2024年                                                                              | ヒ素入りのクリスマスケーキを家族に食べさせ6人を殺傷しうち3人を死亡させた、この事件の発生以前の9月には舅までも毒殺された事が疑われ墓を掘り起こし解剖した結果ヒ素が検出された。2020年には実父が亡くなっており、こちらも毒殺されたと見られている。 | [ 68 ]                          |
| ホセ・パス・ベゼラ | 7〜24人                                              | 1970年〜1971年                                                                              | 1年間にわたりサンパウロとパラー州で20人を超える女性を拷問の末殺害した疑いが持たれている。「モルンビの怪物」の異名を持つ。 | [ 69 ] [ 70 ]                   |
| ディオゴ・フィゲイラ・ダ・ロシャ | 50人以上                                             | 1894年〜1897年                                                                              | 1894年から1897年の間に50件以上の殺人を犯したとされている常習犯。1897年に特殊部隊に追跡され川のほとりで銃撃戦となり、射殺されたとされているがディオゴの遺体は見つかっていない。 |                                 |
| ホセ・ラモス＆カタリナ・パルス | 3〜9人以上                                           | 1863年〜1864年                                                                              | アルヴォレド通り殺人事件の犯人、被害者を選んだ後にパルスにより被害者を誘惑し、ラモスの家で金品を盗み殺害し、。ソーセージに加工しもう1人の共犯者であるカルロス・クラウスナーの店で販売した。また連続殺人事件により市内がパニックに陥った事でクラウスナーが怯え始めたため、ラモスはクラウスナーによる警察への密告を恐れ、クラウスナーを殺害した。 | [ 70 ]                          |
| フロリスヴァルド・デ・オリヴェイラ | 少なくとも50人                                       | 1982年〜1983年                                                                              | サンパウロにて少なくとも50件の殺人を犯したとして逮捕された元警察官。 | [ 71 ] [ 72 ]                   |
| エドソン・イジドロ・ギマランイス | 4〜131人                                             | 1999年1月～5月                                                                              | 死の天使(ヘルスケア・シリアルキラー)、看護師であったエドソンは1999年に患者に塩化カリウムを注射し、死亡させた事で逮捕され5件の殺人を認めたが、うち4件が立証された。また最大で131人を殺害した疑いがある。 | [ 73 ]                          |
| フランシスコ・ダス・シャーガス・ロドリゲス・デ・ブリト | 30〜42人                                             | 1991年〜2003年                                                                              | 1991年から2003年の間にマラニョン州で30人の少年を殺害し、逮捕後にパラー州にて12人を殺害したことを自白したが後に撤回した。 | [ 74 ]                          |
| フランシスコ・デ・アシス・ペレイラ | 11人                                                 | 1997年〜1998年                                                                              | サンパウロの公園で11人の女性を強姦し殺害、さらに9人に暴行を加えた。「パークマニアック」の異名を持つ。 | [ 70 ]                          |
| ホセ・アウグスト・ド・アマラル | 3人                                                  | 1926年〜1927年                                                                              | カヌードス戦争で中尉であった頃に逃亡したことで逮捕された、釈放後未成年者2人を含め3人を殺害した。 | [ 70 ]                          |
| フェブロニオ・インディオ・ド・ブラジル | 6人以上                                              | 1925年〜1927年                                                                              | 仕事を与えると騙し6人を殺害、殺害後に遺体にDCVXVIの文字を掘った。 | [ 70 ]                          |
| フランス共和国 |                                                      |                                                                                             | |                                 |
| ジル・ド・レ | 150〜1500人以上                                      | 1431年頃〜1440年9月15日                                                                     | 連続強姦犯、快楽殺人犯、同性愛者、フランス王国のシリアルキラー、戦友であったジャンヌ・ダルクが捕らえられたことで心が荒んでいき、ジルはジャンヌを助けるためにルーアンを攻撃したり、土地を奪ったりするなどの行動を行うようになり、次第に黒魔術までにも手を染めてしまうようになる、黒魔術を行うために150〜1500人もの少年を誘拐しては、陵辱したり性行為を行うなどの拷問にかけ次々と殺害、後に自首し絞首刑が執行された。 |                                 |
| エレーヌ・ジュガード | 23〜36人                                             | 1833年〜1851年                                                                              | 家族7名を含め次々と毒殺を繰り返したメイド、最終的に取り調べて墓穴を掘ったことで、エレーヌが犯人であることが明らかとなり逮捕され、ギロチン刑が執行された。 |                                 |
| ラ・ヴォワザン | 1000〜2500人以上                                     | 1660年代～1679年                                                                            | フランス王国のシリアルキラー、魔法使いであったヴォワザンは逮捕された後に、拷問によって黒ミサで儀式的に1000人を超えるほどの乳児を殺害したことを自白した、またルイ14世を毒殺しようと殺人未遂も犯した。火刑の判決が言い渡され、1680年に火刑が執行された。歴史上のどのシリアルキラーよりも圧倒的な犠牲者数を誇る大量殺人鬼 |                                 |
| ド・ブランヴィリエ侯爵夫人 | 3〜50人以上                                          | 不明〜不明                                                                                  | フランス王国のシリアルキラー、遺産目当てで次々と親族を毒殺した、裁判では全く反省の意志を見せず、水責め拷問でも口を割らなかったが、火刑法廷で拷問が進むと反省した、死刑を宣告され、即刻斬首刑に処された。 |                                 |
| アンリ・デジレ・ランドリュー | 11人                                                 | 1915年〜1919年1月13日                                                                       | 結婚詐欺の常習犯であり、男性と10人の女性と関係を持って金品を騙し取り殺害した。「稀代のレディキラー」や「フランス版青ひげ」などといった異名を持つ。1922年2月25日にギロチン刑執行。 | [ 75 ]                          |
| スタニスラス・ワレジェフスキー | 18人以上                                             | 1942年11月〜1945年2月                                                                       | ポーランド国籍、ロット＝エ＝ガロンヌ県を旅し火かき棒や鎌やスコップで被害者を拷問、他にも放火、強盗、暴行などといった犯罪を犯し多くの人々を殺害した。逮捕後死刑判決が言い渡され、収監後にモントーバン刑務所から脱獄、逃亡中に警察官に射殺された（25歳没）。 | [ 76 ] [ 77 ] [ 78 ] [ 79 ]     |
| ピエール・マルタン＆マリー・マルタン＆ジャン・ロシェット | 1〜50人以上                                          | 1830年以前                                                                                  | 失踪したアンジョルラスの遺体が1831年10月26日にアリエ川のほとりで発見され逮捕された、3人に死刑判決が言い渡され、ギロチン刑に処された、また共犯と疑われたピエールの甥であるアンドレは無罪判決が言い渡された。また3人は後にローベルジュ・ルージュと呼ばれる宿屋を経営しており、裁判では100人以上の証人によって「死体からパテやシチューを作って客に提供していた、鍋から人の手が見えた、ベッドシーツや壁が赤く染っているのを見た、煙突からは不快な煙が頻繁に出ていた、パン用のオーブンで遺体を焼いた」などといった証言があったが、いずれも認められていない、また3人は処刑後にデスマスクが作成され現在もクロザティエ博物館に展示されている、 | [ 80 ]                          |
| アントワーヌ・ガレット＆ルイ・ガルバリノ | 8人                                                  | 1871年代                                                                                    | プロヴァンスにて強盗殺人を繰り返したギャング団の一員、1872年10月1日に死刑執行。 | [ 81 ]                          |
| ポルトガル共和国 |                                                      |                                                                                             | |                                 |
| ルイーザ・デ・ジーザス | 28〜34人                                             | 1760年代〜1772年                                                                            | ポルトガルの歴史上初のシリアルキラー、コインブラにて28人から34人の捨て子を次々と絞殺、1772年7月1日に両腕を切り落とすなどの拷問を受けた後に死刑執行(23歳没)。 | [ 82 ]                          |
| ディオゴ・アルヴェス | 70人以上                                             | 1836年〜1840年                                                                              | 連続強盗殺人犯、上記のルイーザ・デ・ジーザスを最初としポルトガルの歴史上2番目のシリアルキラーとして知られている、貧しい人をターゲットとし金品を奪い、自殺にみせかけるために60mの高さから突き落とし殺害した、絞首刑が執行された後にアルヴェスは脳を研究する目的で頭部をホルムアルデヒド溶液の中に保存され、現在もリスボン医科大学博物館に保管されている。 |                                 |
| ホセ・ドミンゲス・ボレゴ | 5人                                                  | 1970年10月〜11月                                                                            | リスボンにて同性愛者5人を絞殺し遺体をバラバラに解体し、ビニール袋を詰めて水辺に遺棄した、「羊の皮をかぶった狼」や「狼の手」などといった異名を持つ、逮捕後自殺した。 | [ 83 ]                          |
| フランシスコ・レイタオ | 4人                                                  | 2010年代                                                                                    | 連続強姦犯、未成年者500人に対する強姦542件と殺人4件の罪で逮捕、「キング・ゴブ」の異名を持つ。最高裁で25年の懲役が言い渡された。 | [ 84 ] [ 85 ]                   |
| 日本国 |                                                      |                                                                                             | |                                 |
| 小平義雄 | 7〜11人以上                                          | 1945年〜1946年                                                                              | 連続強姦犯、快楽殺人犯、小平事件の犯人、食糧難の時期に、若い女性を対象に言葉巧みに声を掛け、山林に誘い出したうえで強姦して絞殺、死刑判決が言い渡され、1949年10月5日に宮城刑務所で死刑執行(44歳没)。 | [ 86 ]                          |
| 犯人MH | 3人                                                  | 2005年2月19日〜2005年6月10日                                                                | 快楽殺人犯、自殺サイト殺人事件の犯人、自殺願望がある人々をターゲットとし、「絞首と覚醒を繰り返す」という拷問を繰り返し殺害、また犯人Mはスクールソックスなどの白い靴下に興奮する性癖を持っていた為、被害者は犯人Mと会う時に「白い靴下を履いてきてね」とお願いされていた。死刑判決が言い渡され、2009年7月28日に大阪拘置所で死刑執行(40歳没)。 | [ 87 ]                          |
| 平井権八 | 130〜185人以上                                       | 1672年〜1678年?                                                                             | 連続強盗殺人犯、徳川幕府のシリアルキラー、初犯は未成年者、侍であった平井は18歳(1672年の秋)の頃に父「正衛右門」の同僚である本庄助太夫(須藤助太夫)を日本刀で斬殺し江戸(現在の東京)へ逃亡した、逃亡先では花魁の小紫と恋人関係となったが、小紫に会うためには莫大な金が必要であったため、小紫と会う金を稼ぐために強盗殺人を繰り返し確定でも130人を殺害し推定でも185人を殺害、後に僧侶に扮して故郷の鳥取藩に帰るが両親が死亡していたため自首し逮捕された。強盗殺人などの罪で斬首刑の判決が言い渡され、1679年12月5日に品川・鈴ヶ森刑場で斬首刑が執行された(23〜24歳没?)。知られている限りでは日本の歴史初のシリアルキラーと考えられる。また小紫は、権八の処刑後に権八の墓の前で自殺した、また「白井権八」の名でも知られている。 | [ 89 ] [ 88 ]                   |
| 吹上佐太郎 | 7〜11人以上                                          | 1906年〜1924年                                                                              | 小児性愛者、連続強姦犯、吹上佐太郎事件の犯人で、幼女をターゲットとし91人以上の幼女を強姦し、そのうち7人以上を殺害、強姦したが殺害までには至らなかった被害者を"生き別れ"と称し、殺害した被害者を"死に別れ"と称した。 | [ 90 ]                          |
| 木嶋佳苗 | 3人〜6人                                             | 2007年〜2009年                                                                              | 首都圏連続不審死事件の犯人、婚活を利用し、付き合った男性を次々に毒殺したため、"婚活連続殺人事件"などと言った事件名でも呼ばれる、「婚活キラー」の異名を持つ。死刑判決が言い渡され、現在も収監中である。 | [ 91 ]                          |
| 宮﨑勤 | 4人                                                  | 2007年〜2009年                                                                              | 小児性愛者、人食い人種(カニバリスト)、快楽殺人犯、東京・埼玉連続幼女誘拐殺人事件（警察庁広域重要指定117号事件）の犯人、連続的に4人の幼女を誘拐し殺害、また被害者の人肉を食べるなどの行為(カニバリズム)を行っていた事も自白し、過去にも祖母の遺骨を食べていた事も判明した。死刑判決が言い渡され、2008年6月17日に東京拘置所で死刑執行。 | [ 92 ]                          |
| オウム真理教の幹部達 | 29人〜79人以上                                       | 1988年9月22日〜1995年5月16日                                                                | ミッション系シリアルキラー、テロリスト集団、カルト信者、麻原彰晃こと松本智津夫によって設立された宗教団体、毒物を使った地下鉄サリン事件や松本サリン事件などといったテロ行為や、教団と対立する宗教団体の創設者の暗殺未遂などを繰り返したカルト教団である。また元信者や教団に不満を持った人物などを拷問にかけて殺害したりした、麻原は殺人をポアと称し、多くの人々の命を奪った。13人に死刑判決が言い渡され、それぞれ2018年7月6日または7月26日に死刑執行。また死刑執行後に報道されたオウム真理教女性信者殺害事件は時効を迎えており未解決となっている、また執行時点で教団内で50人を超える行方不明者が出ている。 |                                 |
| 坂口弘 | 16人                                                 | 1971年〜1972年                                                                              | 連合赤軍のナンバー3、あさま山荘事件、山岳ベース事件などに関与し16人を殺害した。死刑判決が言い渡され、現在も収監中である。 |                                 |
| 永田洋子 | 12人                                                 | 1971年〜1972年                                                                              | 印旛沼事件、山岳ベース事件に関与、死刑判決が言い渡されたが2011年2月5日に獄死した(65歳没)。 |                                 |
| 南館正夫 | 6人                                                  | 1915年3月30日〜1916年7月                                                                    | 小児性愛者、未成年者、連続強姦犯、東京・柳島自転車商一家殺人事件の犯人、1915年3月30日に柳島の自転車商一家4人を玄翁で虐殺し、その後に1915年4月から1916年7月にかけて2人の女子中学生(いずれも15歳)を強姦して殺害、死刑判決が言い渡され、1922年に死刑執行?(22歳没)。 | [ 93 ] [ 94 ]                   |
| 酒鬼薔薇聖斗 | 2人                                                  | 1997年2月10日〜1997年5月24日                                                                | 快楽殺人犯、未成年者、神戸連続児童殺傷事件の犯人、酒鬼薔薇聖斗と名乗り快楽目的で2名の小学生を殺害し、解体し切り取った首を校門に置くなどの異常行動を行った、他にも警察を挑発するかのような置き手紙を置いたりするなどの行動で世間を震撼させた。負傷者5名 |                                 |
| 馬場勝太郎 | 6人                                                  | 1905〜1907年                                                                                | 人食い人種(カニバリスト)、肝取り勝太郎事件の犯人、水車小屋を営んでいた馬場は、肝臓を売る為に女性を対象に鎌で殺害し、肝を抽出した、また食べる目的で心臓も抽出している、当時は「ゾンビが現れた！」と大騒ぎとなり話題となった。「肝取り勝太郎」の異名を持つ。死刑判決が言い渡され、1908年6月18日に死刑執行。 | [ 95 ] [ 96 ]                   |
| 犯人HK＆犯人HS | 3〜4人                                               | 2018年1月〜2023年3月                                                                        | 不凍液連続殺人事件の犯人、不凍液を用いて親族を次々と毒殺、父親が死亡する5か月前には母親が不審死している。 | [ 97 ]                          |
| 野口男三郎 | 1〜3人?                                              | 1902年〜1905年                                                                              | 人食い人種(カニバリスト)?、確認された被害者は薬局主人1人であるが、少年を殺害し臀部と眼球を煮込んでスープにして食べた疑いと、兄の野口寧斎を殺害した疑いがある。「臀肉男三郎」の異名を持つ。死刑判決 | [ 98 ] [ 99 ]                   |
| 犯人KK＆犯人OK | 3人                                                  | 1952年10月2日〜1960年12月31日                                                               | ホテル日本閣殺人事件の犯人、ホテル経営者夫妻を相次いで殺害、1952年10月2日には警官の青年Nと自分の夫を毒殺していたことが判明。いずれも死刑判決が言い渡され、1970年6月11日に東京拘置所で死刑執行(KK：61歳没・OK:41歳没)。KKは戦後初の女性死刑囚の執行であった。 |                                 |
| 高橋貞三郎 | 4人                                                  | 1936年〜1937年                                                                              | 毒入りカステラ殺人事件の犯人、耳鼻咽喉科医院長である高橋は、保険金目的の殺人や対立する病院に対する妨害行為などを目的とし、チフス菌入りのカステラを用いて差し入れやお見舞いと称して連続的に17人にチフス菌入りのカステラを食べさせ13人を感染させ4人を感染症により死亡させた、1938年7月4日に浦和地裁で死刑判決を言い渡され、控訴審でも死刑判決を言い渡されたが、1940年2月の勅令第45号（減刑令）で無期懲役に減刑された。 | [ 101 ] [ 102 ] [ 103 ] [ 100 ] |
| 大久保清 | 8人                                                  | 1971年3月31日〜5月10日                                                                      | 連続強姦犯、2ヶ月間の間にベレー帽を被ってルバシカ姿で画家を装って自家用車で若い女性をターゲットとし、ナンパし、誘って強姦殺人を繰り返した、手口が小平事件に似ていたため、「群馬の小平義雄」の異名を持つ。死刑判決が言い渡され、1976年1月22日に東京拘置所で死刑執行。 | [ 104 ]                         |
| 五味鐵雄＆田中藤太 | 6人                                                  | 1925年9月6日〜1928年8月19日                                                                 | 大岡山・千住連続殺人事件の犯人、1925年9月6日に1家3人を惨殺し、1928年8月19日にも一家3人を惨殺、五味と田中による大岡山事件の犯人と疑われ逮捕されたが、五味らの事件とは全く関与していなかった冤罪のTは獄死したが、五味らの連続殺人事件に全く関与してないはずなのにあっさりと犯人であると嘘の自白をしたため、後に未解決事件である桐ケ谷洋品店一家6人殺害事件の犯人ではないかと考えられた。死刑判決が言い渡され、いずれも1933年3月7日に死刑執行 | [ 105 ]                         |
| K一家 | 4人                                                  | 2004年9月16日〜18日                                                                         | 大牟田4人殺害事件の犯人、2日にかけて一家4人を殺害、いずれも死刑判決が言い渡された、KJは獄死し、KJ以外は現在も収監中である。 | [ 106 ]                         |
| 川俣初太郎 | 25〜27人                                             | 1932年〜1933年                                                                              | ベビーファーマー、目黒貰い子殺人事件の犯人、療育費欲しさに貰い子を引き受け確定でも25人の乳児を殺害し、現在の西郷山公園などに埋め遺棄した。死刑判決が言い渡され、1934年9月23日に死刑執行。 | [ 107 ] [ 108 ]                 |
| 犯人KY | 5人                                                  | 1985年5月下旬〜1994年3月下旬                                                                | 大阪連続バラバラ殺人事件の犯人、4人の女性と1人の少女を絞殺した後に、証拠隠滅のためにバラバラに解体し、人気のないあぜ道に遺棄した。事件発覚から3ヶ月後に「怪人22面相」を名乗り警察に挑戦状を出している、「大阪の切り裂きジャック」の異名を持つ。死刑判決が言い渡され、2016年3月25日に福岡拘置所で死刑執行(75歳没)。 |                                 |
| 勝田清孝 | 8〜22人                                              | 1972年〜1983年                                                                              | 勝田は京都府京都市東山区山科御陵別所町102（現・京都市山科区御陵別所町102）のアパートに侵入し被害者である住人のクラブホステス女性（事件当時24歳）に気付かれ「泥棒！警察に通報する！」と騒がれたことに逆上し強姦した上で絞殺・現金1000円を奪った、1975年7月6日午前1時過ぎには大阪で2件目の強盗殺人を犯し・現金約10万円を奪った、1976年3月5日午前2時35分過ぎには名古屋で3件目の強盗殺人を犯し・現金訳12万円を奪った、次々と強盗殺人を繰り返し1977年8月20日に勝田が出演した『夫婦でドンピシャ!』が放送され、その時点で5人の命を奪っていた、1977年12月13日午後5時には兵庫県で猟銃を用い、6件目の強盗殺人を犯した、さらに次々と強盗や殺人を繰り返し続け1982年10月27日午後9時30分ごろには、千種警察署へ「木下」と偽名を名乗って「田代北派出所をお願いします」と嘘の通報をし、駆け付けた警察官を車で轢き、さらに所持していた鉄棒で頭部を殴るなど暴行を加えて重症を負わせた、その上で巡査から実弾5発入りの回転式拳銃「ニューナンブ38口径」を強奪し逃走、拳銃を強奪した勝田はさらに強盗殺傷事件を繰り返し、1983年1月31日に名古屋で113号事件の犯人を名乗り、男性を脅し、強盗を試みるも抵抗され、駆けつけた銀行員らに取り押さえされ逮捕、死刑判決が言い渡され、2000年11月30日に名古屋拘置所で死刑執行(52歳没)。この死刑執行は20世紀最後の死刑執行となった。 |                                 |
| 犯人TM | 2〜5人                                               | 1967年〜1968年                                                                              | 快楽殺人犯、東京切り裂きジャック事件の犯人、東京の浅草などで、飲食店従業員の女性と、おでん屋の女性を刺殺、遺体は非常に酷く損傷されており、内蔵がえぐり出され、切り裂かれていたため「東京の切り裂きジャック」と呼ばれた。逮捕後には未成年時に2人の幼女を絞殺した事の前科分を含め3件の殺人を自供した。死刑判決が言い渡され、1972年8月に死刑執行(32歳没)。 | [ 109 ]                         |
| 森吉幸喜 | 6人                                                  | 1963年10月2日〜1964年10月20日                                                               | 連続強盗殺人犯、連続強姦犯、森吉事件の犯人、軍隊時代に脱走する際看守を殺害しようとしたとして軍法会議で無期懲役になった前科あり、1963年10月14日に徳島県三好郡池田町で一家6人を手斧で殺傷し5人を死亡させ、1人に重症を負わせた、同月2日から20日までの間に徳島・高知・香川の3軒で強盗や殺人の罪を重ね4人を殺傷、そのうちの20日には香川県三豊郡豊浜町の雑貨店に侵入し、。気付いた妻をツルハシで滅多打ちにし殺害、3人は重症を負った、「四国の鬼熊(岩渕熊次郎)」の異名を持つ。死刑判決が言い渡され、1970年10月29日に死刑執行(49歳没)。 | [ 110 ] [ 111 ]                 |
| 石川ミユキ＆石川猛＆長崎龍太郎 | 5〜169人以上?                                        | 1946年4月〜1948年1月15日                                                                    | ベビーファーマー、死の天使(ヘルスケア・シリアルキラー)、産婦人科を営んでいた石川夫婦は私生児を療育費欲しさで受け取り、受け取った私生児をネグレクトによって餓死または凍死させた、嬰児の遺体は1人につき500円で葬儀屋の長崎が火葬場で処理していた。後に事件が発覚し逮捕され石川夫婦に懲役刑、長崎は証拠不十分で釈放された。 | [ 112 ]                         |
| 栗田源蔵 | 8人                                                  | 1948年〜1952年1月13日                                                                       | 快楽殺人犯、闇ブローカーとして生計を立てていた栗田は、三角関係のもつれから1948年に静岡県で交際女性2人を刺殺、1951年8月9日には栃木県で子供を寝かしつけようとしていた主婦を強姦しながら絞殺した上に、殺害した後に屍姦した。10月10日には上総興津駅で行方不明となった夫を探すために偶然通りかかった、母子4人を言葉巧みに誘い出し誘い出し、日付が変わった翌日の深夜に長男と長女を断崖絶壁の「おせんころがし」にて投げ落とした挙句、主婦を強姦して背中に背負っていた次女ごと崖に投げ落とした。被害者達は崖に捕まって留まっていたが、それに気づいた栗田は崖におり、石で殴打し殺害した、長女だけは隠れていたため奇跡的に生き残る事が出来た。1952年1月13日、には千葉県千葉郡検見川町（現：千葉市花見川区）で主婦と叔母が殺され、主婦は屍姦された。この事件の捜査の際に指紋が検出され、栗田は逮捕された。一連の連続殺人事件と検見川事件で死刑判決が言い渡され、1959年10月14日に死刑執行(32歳没)。現時点の日本で唯一、二回死刑判決を受けた死刑囚であった。 |                                 |
| 小田島鐵男＆犯人MK | 4人                                                  | 2002年8月5日〜9月                                                                           | 連続強盗殺人犯、資産家をターゲットとし連続強盗殺人を繰り返した。2002年8月5日午後3時頃にマブチモーター社長宅殺人放火事件を起こし、現金や宝石を奪い放火し逃走、2002年9月頃に東京都目黒区歯科医師強盗殺人事件を起こし現金35万円相当とカレッジリングを奪い逃走、2002年11月21日午後6時10分頃に我孫子市金券ショップ経営者妻殺害事件を起こし被害者から現金百数万円や、財布1個（時価約2000円相当）などを強奪し殺害、2006年12月19日にMKに死刑判決、2007年3月22日に小田島に死刑判決が言い渡されたがいずれも病死している。 | [ 113 ] [ 114 ]                 |
| 犯人NLBJ | 6人                                                  | 2015年9月14日〜2015年9月16日                                                                | ペルー国籍、「自分が殺されそう」と被害妄想をし、2日にかけて連続的に6人の命を奪った（熊谷連続殺人事件）。死刑判決が言い渡されたが、上訴審で総合失調症による心神耗弱が認められ、無期懲役に減刑された、また犯人NLの兄はペルー史上最悪のシリアルキラーであるペドロ・パブロ・ナカダ・ルデニャであったため大きな話題を呼んだ。 | [ 115 ]                         |
| 犯人SS | 3人                                                  | 1960年11月6日〜1960年12月                                                                   | 女性連続毒殺魔事件の犯人、借金が16万円ほどあったSSは金銭目的で連続的に3人もの人を毒殺、1960年11月6日にSSの家に姑が訪ねて来た。SSは姑の好物の乳酸菌飲料に農薬を混入して飲ませて殺害したが現金は持っていなかったため金策には失敗、次に隣家の主婦を殺害して現金を奪う計画を立て、12月14日に隣家を訪れ、農薬を塗った馬肉を食べさせて殺害したがこの時も被害者は現金を持っていなかったため金策には失敗、12月17日昼頃に顔なじみの依頼行商人に農薬入りの鯛味噌を食べさせ13500円を奪う、農薬の量が少なかったため、被害者は死に至らず植物状態になった。12月28日に17日とは別の行商人に農薬入り納豆を食べさせて殺害し15円を奪う。翌日に家宅捜査の結果、SS宅の台所にあった納豆や鯛味噌から高濃度の農薬が検出されたことから一連の連続殺人事件の犯人であることが判明、死刑判決が言い渡され、1970年9月19日に死刑執行。 |                                 |
| 坂本慶次郎 | 9人                                                  | 1898年11月15〜1899年1月23日?                                                                | 稲妻強盗事件の犯人、連続強姦犯、俊足であり、1日に188キロメートルも逃げ延び、その犯行の行動範囲の広さから「稲妻小僧」や「稲妻強盗」という異名を持つ。ピストルや日本刀を用いて強盗に押し入り、抵抗すればなんの躊躇いもなくスイカを斬る感覚で斬殺、9件の強盗殺人と17件の強盗致傷と121件もの窃盗の疑いで逮捕された。死刑判決が言い渡され、1900年2月17日に死刑執行(34歳没?)。 | [ 116 ]                         |
| 原田千里＆桑山吾一＆貝塚福太郎 | 3人                                                  | 1946年〜1947年                                                                              | 強盗団、麦茶に青酸カリを仕込んで飲ませたり、喉に青酸カリを押し込むなどの方法で3人を毒殺し世間を震撼させた、いずれも死刑判決が言い渡され、いずれも1952年8月11日に死刑執行。 | [ 117 ]                         |
| 犯人ST | 9人                                                  | 2017年8月〜10月                                                                             | 快楽殺人犯、座間9人殺害事件の犯人、自殺願望がある若い人々をツイッター(現・X)で誘い出し、計9人もの男女を殺害、殺害した遺体はインターネット掲示板・2ちゃんねるで50キロの巨大な肉と称し、処理方法を質問し帰ってきた回答を参考にしバラバラに解体した後にクーラーボックスに隠した。死刑判決が言い渡され、2025年6月27日に死刑執行（34歳没）。 | [ 118 ]                         |
| 大米龍雲 | 少なくとも5人                                        | 1905年〜1915年                                                                              | 連続強姦犯、大米龍雲連続殺人事件の犯人、元僧侶でシスターをターゲットとし、連続的に強姦し殺害、犯行内容としては「両眼をくり抜く、舌を引っこ抜く、陰裂に生け花用バサミを刺す」などといった猟奇的な犯行であったため「和製の切り裂きジャック」の異名を持つ、確認された犠牲者数は5人だが自供では「何十人も殺した」と話した。またシスターをターゲットとしていたため、「殺尼魔」の異名を持つ。死刑判決が言い渡され、1916年6月26日に死刑執行。 | [ 119 ]                         |
| 犯人MF＆犯人OJ | 7人                                                  | 1996年〜2002年                                                                              | 北九州監禁殺人事件の犯人、共犯であるOJやその家族らを拷問や虐待によってマインドコントロール下に置き、被害者同士をぶつける事により次々と殺害、主犯のMFには死刑判決が言い渡され、現在も収監中である。共犯のOJには無期懲役判決が言い渡された。 |                                 |
| 犯人KA | 3〜48人?                                             | 2016年に発覚                                                                                | 死の天使(ヘルスケア・シリアルキラー)、大口病院連続点滴中毒死事件の犯人、入院患者の点滴液にヂアミトールを混入し殺害、また3ヶ月の間に48人もの患者が死亡しているが、既に火葬済みであったため、その他の殺人は認められず、3件の殺人で無期懲役判決が言い渡された。 |                                 |
| 犯人UY | 5人                                                  | 1992年〜1994年                                                                              | 大阪愛犬家連続殺人事件の犯人、1992年4月ごろ、旧友の男性と散歩中に偶然再会、しかしそのうち口論などのトラブルにより筋弛緩剤を注射して最初の殺人を犯す。 他にも1992年から1993年にかけて出資上のトラブルから計4人の男女を筋弛緩剤で相次いで殺害、遺体は訓練所の敷地内に埋めて遺棄した。死刑判決が言い渡され、現在も収監中である。 |                                 |
| 小口静 | 3〜5人                                               | 1946年〜1947年                                                                              | 第二小平事件の犯人、小平義雄と同様に、若い女性をターゲットとし、言葉巧みに山林へ誘い出し絞殺、また小平義雄の犯行動機が強姦(快楽)目的であったのに対し、Kの動機はあくまでも強盗であった。「第二の小平義雄」の異名を持つ、死刑執行。 | [ 120 ]                         |
| 犯人KM＆犯人KA＆犯人HM | 4人                                                  | 1994年9月28日〜10月8日                                                                      | いずれも未成年者、大阪・愛知・岐阜連続リンチ殺人事件の犯人、4人の青年を集団リンチにかけ、次々と殺害、いずれも死刑判決が言い渡され、現在も収監中である。 |                                 |
| 川辺敏幸 | 4人                                                  | 1975年6月4日〜1975年6月17日                                                                 | 北九州組員連続殺人事件の犯人、暴力団「小桜組」の組員であったKは、1975年6月4日に服役中に知り合った知人男性とその内妻を脇差(日本刀)で刺殺し、知人所有の宝石類等28点と約束手形3通を強奪した、同月17日には覚せい剤の密輸で協力しあった知人男性と金銭のもつれから拳銃で射殺、その後に逃走中に出会った女性に匿ってもらう様に頼んだが断られたため射殺した。死刑判決が言い渡され、1978年11月16日に福岡拘置支所で死刑執行(33歳没)。 | [ 121 ]                         |
| 犯人SM | 3〜18人                                              | 1952年9月10日〜1962年3月26日                                                                | 連続強姦犯、快楽殺人犯、九州北部で次々と若い女性を殺害し、若い女性をターゲットとする事から「九州の小平義雄」の異名を持つ。また獄中では免田栄に「18人は殺した」と話しており、そのうち調査された事件は8件のみで、5件は捜査が難航し放棄された。死刑判決が言い渡され、1970年6月20日に死刑執行(45歳没)。 | [ 122 ] [ 123 ]                 |
| 古谷惣吉 | 2人(福岡連続強盗殺人事件)・8人(古谷惣吉連続殺人事件) | 1951年5月15日〜6月3日(福岡連続強盗殺人事件)・1965年10月30日〜12月12日(古谷惣吉連続殺人事件) | 古谷惣吉連続殺人事件や福岡連続強盗殺人事件の犯人、1951年5月15日〜6月3日には、下記の坂本と共謀し、2人の中年男性を殺害し金品を奪った、事件後二人は逃走し、坂本が逮捕されるが、警察は坂本を主犯と考え坂本には死刑判決が言い渡された。坂本の死刑執行後に古谷は逮捕され、坂本の刑が執行されていた事を知り、坂本に罪を押し付けたことで福岡連続強盗殺人事件では懲役3年の刑に処された、出所後に古谷惣吉連続殺人事件を起こし8人の中高年の男性を殺害、死刑判決が言い渡され、死刑執行。 |                                 |
| 坂本登 | 2人                                                  | 1951年5月15日〜6月3日                                                                       | 未成年者、福岡連続強盗殺人事件の犯人、福岡連続強盗殺人事件の犯人の上記の共犯者であり、2人の中年男性を殺害、死刑判決が言い渡され、死刑執行。 |                                 |
| 犯人KT | 3人                                                  | 1952年4月21日〜5月19日                                                                      | 小児性愛者、キュートアグレッション、快楽殺人犯、人食い人種(カニバリスト)?、門司で幼児2人、幼女1人の合計3人の幼児を誘拐して殺害し肥つぼに遺棄した、第二次世界大戦で出兵されていた頃には武器無しで大量の中国兵を殴り殺す程、空手がとても得意であった為、凶器は使わず被害者を殴ったり首を踏みつけたりして殺害、また被害者の生き血を飲んだ可能性がある。死刑判決が言い渡され、 | [ 124 ]                         |
| 犯人HK | 3人                                                  | 1950年2月28日〜5月1日                                                                       | 巡査から奪った拳銃で、次々と3人の警察を殺害、盗まれた警官用拳銃が犯罪に使われた事例では戦後初である。 | [ 125 ]                         |
| 神田芳一 | 4人                                                  | 1939年1月13日〜25日                                                                         | 連続ピストル強盗魔事件の犯人、脱走兵であった神田は、拳銃を盗み強盗目的で次々と殺人を犯した、1939年1月13日に兵庫県で主婦を射殺、金策には失敗、16日に大阪のカフェに侵入し、被害者に拳銃を突き付けて金品を強奪、22日には名古屋で会社重役を射殺したが、金策に失敗、25日には静岡で駄菓子屋夫婦を射殺し、現金を強奪、死刑判決が言い渡され、死刑執行。 | [ 126 ]                         |
| 安尾鎌太郎 | 8人                                                  | 1909年1月22日〜1912年11月14日                                                               | 1909年1月22日に二本榎で1家5人をバールで惨殺、1912年11月14日に同じく二本榎で1家3人を惨殺。死刑判決が言い渡され、1915年6月15日に東京監獄で死刑執行。 | [ 127 ] [ 128 ]                 |
| 黒い看護婦 | 2人                                                  | 1998年〜1999年                                                                              | 久留米看護師連続保険金殺人事件の犯人である4人組の看護婦の異名、主犯格であるYJは学生時代に同級生であった3人の看護婦を洗脳し脅し、殺人や殺人未遂を協力させていた。最終的に耐えきれなくなった共犯の1人が通報したことで事件が発覚し4人とも逮捕された。主犯格のYJに死刑判決が言い渡され、2016年3月25日に死刑執行。IKは判決前に子宮がんで死亡、TMに無期懲役判決、IHに懲役16年。 |                                 |
| 犯人KC | 3〜10人以上                                          | 2007年12月18日〜2013年12月28日                                                              | 関西青酸連続死事件の犯人、5年間にわたり京都、大阪、兵庫で夫や内縁関係にあった4人の高齢男性に青酸化合物を飲ませ3人を殺害、またKの周りでは1994年以降から男性10人が死亡している。死刑判決が言い渡されたが、2024年12月26日に獄死した。 | [ 129 ]                         |
| 中内丑太郎 | 10人                                                 | 1920年1月～1921年3月28日                                                                    | ベビーファーマー、赤バッチ事件の犯人、高知県で療育費目当てで私生児を受け取っては殺害、この貰い子殺しによって9人の嬰児が死亡し、そのうち5件の殺人を自供した、また逮捕後に留置所で司法巡査NSを日本刀で斬殺。「殺人鬼・赤バッチ」の異名を持つ。死刑判決が言い渡された。 | [ 130 ] [ 131 ]                 |
| 犯人HH | 4人                                                  | 1996年4月18日～9月14日                                                                      | 広島タクシー運転手連続殺人事件の犯人、快楽殺人犯、1996年4月から9月にかけて4人の女性を殺害し、強盗を行った。死刑判決が言い渡され、2006年12月25日に死刑執行。 |                                 |
| 西口彰 | 5人                                                  | 1963年10月18日〜1963年12月29日                                                              | 1963年10月に2人を殺害し、1964年1月3日に逮捕されるまで逃亡を続け、大学教授や弁護士を装って計5人を殺害。死刑判決が言い渡され、1970年12月11日に死刑執行。 |                                 |
| 中村誠策 | 9人                                                  | 1941年8月18日〜1942年8月30日                                                                | 未成年者、浜松事件の犯人、聾啞者であった中村は自身の家族など9人を殺害。死刑判決が言い渡され、1944年7月24日に死刑執行（20歳没）。 |                                 |
| 犯人UM | 2〜6人                                               | 2004年〜2009年                                                                              | 鳥取連続不審死事件の犯人、5年にわたり6人の男性がUの周りで不審な死を遂げた、そのうち男性に対する2件の強盗殺人が認められ死刑判決が言い渡されたが、2023年1月15日に食べ物を喉に詰まらせ死亡した。 |                                 |
| 柴田与三郎 | 24人                                                 | 不明〜1917年                                                                                | ベビーファーマー、二十四人の嬰児殺しの犯人、14回に渡り療育費を騙し取り、預かった私生児を次々と殺害、死刑判決。 | [ 132 ]                         |
| 犯人MA＆犯人MK＆犯人SE | 3人                                                  | 1994年〜1996年                                                                              | 殺し屋?、MAとMKは双子である、マニラ連続保険金殺人事件の犯人、199412月3人はとある男性の殺害を依頼されフィリピン・マニラで殺人を実行し報酬として1350万円を受け取り、これに味をしめた3人は1995月6月、保険金目的で別の男性をマニラで殺害、さらに1995年6月22日には日本・長野県でも会社員を殺害して金銭を強奪した。いずれも死刑判決が言い渡された。MAは肺炎のため八王子医療刑務所で死去(61歳没)。MKは老衰による低ナトリウム血症により死去。SEは現在も収監中。 | [ 133 ] [ 134 ]                 |
| ポーランド共和国 |                                                      |                                                                                             | |                                 |
| クリストフ・ガウリク | 5人                                                  | 2001年2月～3月                                                                              | 1ヶ月の間に5人を機関銃で射殺、「スコーピオ」の異名を持つ。終身刑が言い渡され、現在も収監中である。 |                                 |
| タデウシュ・グジェシク | 8〜20人以上                                          | 1991年〜2007年                                                                              | イチゴ農家でありギャング団のリーダーであったタデウシュは少なくとも8人をポーランド各地で殺害した。「両替商殺人者ギャング」の異名を持つ。 |                                 |
| ヴワディスワフ・マズルキェヴィチ | 6〜30人                                              | 1943年〜1955年                                                                              | 1943年12月に汚染された飲み物をギャンブラーに飲ませ殺害し1200ドルを強奪、その後も次々と殺人を繰り返し1955年に逮捕された、「紳士殺人犯」の異名を持つ、6件の殺人が認められたが30件の殺人を犯した可能性がある、1956年8月30日に死刑判決が言い渡され、1957年1月29日に死刑執行(45歳没)。 |                                 |
| タデウシュ・エンスタイン | 7人                                                  | 1933年2月～7月                                                                              | 連続強姦犯、7人の女性の頭を杭や石で殴打した後に強姦し殺害、その後に被害者の顔を切り裂いた、懲役15年の判決と公民権停止10年の判決が言い渡された。「ウォヴィチの吸血鬼」の異名を持つ。 |                                 |
| ズジスワフ・マルヒヴィツキ | 14人                                                 | 1964年〜1970年                                                                              | 1970年まで19人の女性を尾行し鈍器で後頭部を殴打するなどといった手口で殺傷し、そのうち14人を殺害、「ザグウェンビエの吸血鬼」の異名を持つ。死刑執行が言い渡され、1977年4月26日に死刑執行(49歳) |                                 |
| メルヒオール・ヘドロフ | 251人                                                | 1648年?〜1653年                                                                             | 人食い人種(カニバリスト)、ポーランド・リトアニア共和国のシリアルキラー、ライフルで多くの人々を射殺し、ヤタガンで追い剥ぎを行った上、遺体をバラバラに解体してその遺体を食べた、1653年に逮捕され251件の殺人を自白し、死刑判決が言い渡され、1654年に死刑執行。 | [ 135 ]                         |
| ヨルダン・ハシェミット王国 |                                                      |                                                                                             | |                                 |
| ビラル・ムサ＆スーザン・イブラヒム | 12人                                                 | 1994年〜1998年                                                                              | 連続強盗殺人犯、殺人を始めた経緯は不明であるが、手口としては「不動産業者やセールスマンを装い民家を訪問し、住人が高齢者であると判断すると椅子で殴る、喉を刺すなどといった方法で殺害、殺害後に宝石や現金、カセットテープなどといった高額で取引される物を奪い犯行現場から逃走する」といった悪質な手口で12人を殺害した。またビラルとスーザンはヨルダン史上初のシリアルキラーかつ殺人夫婦であった。また一部冤罪視もされている。 | [ 136 ]                         |
| ロシア連邦 |                                                      |                                                                                             | |                                 |
| アンドレイ・チカチーロ | 43〜57人                                             | 1978年12月22日〜1990年11月20日                                                              | 快楽殺人犯、旧ソ連史上最悪のシリアルキラー、大腸をえぐり出し、両眼をくり抜くなどといった非常に猟奇的で残虐な方法で多くの人々を殺害、死刑判決が言い渡され、1994年2月14日に銃殺刑が執行された。 |                                 |
| ダリヤ・サルトゥイコヴァ | 38〜147人                                            | 1755年〜1762年                                                                              | 快楽殺人犯、サディスト、ロシア帝国のシリアルキラー、貴族であったダリアは、拷問によって100人以上の農奴を殺害し性的興奮を覚えていた、自分より美しい少女などを激しく嫌い、犠牲者の殆どは少女であった、逮捕された後に「人を拷問死させた女」と書かれた標識をぶら下げ、モスクワで1時間晒し台にかけられた後に女子修道院の地下に閉じ込められる終身刑に服した、またダリヤの罪を捌いた裁判官はダリヤが潔癖症であったことを知っていたため、ついでに死ぬまで入浴と洗体が出来ない判決も言い渡され、徐々に精神崩壊を起こし1801年12月27日に死亡した。 |                                 |
| アレクサンドル・ピチュシキン | 49〜60人以上                                         | 1992年7月27日〜2006年6月14日                                                                | 「チェスボード・キラー」として知られる連続殺人鬼、チェス盤の64マスと同じ数の人々を殺害することを目標とし、数十人の人々を殺害した。 |                                 |
| アレクセ・ポポワ | 300人以上                                            | 1879年〜1909年                                                                              | 殺し屋、ミッション系シリアルキラー、「マダム・ポポワ」として知られる家庭内暴力を行う男性専門の殺し屋で、男性による家庭内暴力を根絶するために「廃棄物処理」と称し破格の値段で殺しを売り、30年間にわたり300人を超える男性を毒殺したとされる。手口としては被害者の男性と知り合いになり、食べ物や飲み物に毒を盛るといった手口で次々と毒殺していった。逮捕後「300人以上の女性を解放した」「不幸な妻たちを暴君から解放するという素晴らしい仕事をした」などと拘置所内で誇らしげに自慢した、死刑判決が言い渡され、1909年にサンクトペテルブルクで銃殺刑が執行された(享年不明)。 | [ 137 ]                         |
| タマラ・サムソノバ | 11人                                                 | 不明〜2015年7月                                                                             | 人食い人種(カニバリスト)、カルト信者、年金受給者11人を殺害し食人行為を行った、警察がサムソノバの家を捜査したところサムソノバの日記が見つかり、人肉食やオカルト信仰に着いての内容が記載されていた、裁判は傍聴人からの復讐による殺人を防ぐためにサムソノバの席は檻で囲われ、裁判中には報道陣に向かって投げキッスをしたり、身柄勾留の判決が言い渡されるとはしゃいで喜ぶなどといった奇行を行った。また女性によるカニバリズムは珍しいため大きな話題を呼び「切り裂き老婆」の異名で呼ばれた。 |                                 |
| エゴール・バシュカトフ＆ナタリア・バシュカトワ | 459人                                                | 1921年3月〜1932年1月                                                                        | ウスチン・バシュカトフ・デミドフことエゴール・バシュカトフはソ連史上最悪のギャングとして知られるギャング団のリーダーであり、約11年間の間に大量の犠牲者を出した。1933年にエゴールの死刑が執行された(54歳没?)。 | [ 138 ]                         |
| ミハイル・ポプコフ | 83〜200人以上                                        | 1992年～2010年                                                                              | 連続強姦犯。18年間の間にアンガルスクで少なくとも83人(現行国家のロシアにおける民間人の最多殺人記録)を強姦し殺害した、被害者は一人暮らしの女性がターゲットとなり警察の制服を着用した上での犯行であったためポプコフを不審に思う女性は多くなかった、警察当局は200人もの女性がポプコフによって殺害されたと推定している。終身刑が言い渡されたが近年発生した2022年ロシアのウクライナ侵攻へ参戦した後に出所することを希望した。 | [ 139 ]                         |
| アルチョム・アヌフリエフ＆ニキータ・リトキン | 6人                                                  | 2010年11月〜2011年4月                                                                       | いずれも未成年者、アカデミーマニアックスの犯人、被害者の耳を切り落とすなどといった手口で痛めつけて殺害した。この事件で9人が負傷し6人が死亡した。 | [ 140 ]                         |

## 未解決事件のシリアルキラーの一覧
| 名前                                           | 犠牲者数       | 犯行期間                             | 事件概要 | 出典                    |
| アメリカ合衆国                                 | アメリカ合衆国 | アメリカ合衆国                       | アメリカ合衆国 | アメリカ合衆国          |
| ---------------------------------------------- | -------------- | ------------------------------------ | --- | ----------------------- |
| アルファベット殺人事件                         | 3人            | 1971年11月16日〜1973年11月26日       | 10歳から11歳の少女3人が連続的に殺害された事件、被害者の姓はいずれも同じ頭文字で始まり、被害者の遺体が遺棄されていた場所はその被害者の名前と同じ文字で始まる名前の場所であった。 | [ 141 ]                 |
| 召使い少女殲滅者                               | 8人            | 1884年12月30日〜1885年12月24日       | テキサス州オースティン市で犯行に及んだ正体不明の連続殺人鬼、凶器は斧やナイフ、鉄製の道具などを用い被害者は皆後頭部を刺されていた、また少女を強姦していたことで警察官に射殺されたコック・ネイサン・エルギンと言う黒人の青年が犯人ではないかと言われている。 | [ 142 ]                 |
| シカゴの絞殺魔                                 | 51〜76人       | 2001年〜2018年                       | シカゴで多数の女性を絞殺したとされる事件、被害者の遺体は半裸または全裸にされており、廃墟、路地、ゴミ箱、公園、雪の吹き溜まりに遺棄されていた。 | [ 143 ] [ 144 ] [ 145 ] |
| ゾディアック                                   | 5〜37人        | 1968年～1974年                       | ゾディアックと名乗る正体不明の犯人によって少なくとも5人が殺害されたアメリカ最大の未解決事件、警察や新聞社に犯行声明と暗号を送りつけた、2020年には340個の記号で構成された「340暗号文'」が51年越しに解読された、また2021年10月には「ケース・ブレーカーズ」という40名以上の元法執行機関捜査官、軍部情報機関職員、記者で構成される集団が、ゾディアックの正体が2018年に死亡したゲアリー・フランシス・ポステである事を突き止めたと発表した。 | [ 146 ] [ 147 ]         |
| レッドヘッド・マーダーズ                       | 6〜11人        | 1978年10月〜1992年                   | 赤毛の女性だけが標的に次々と殺害された連続殺人事件、同一犯による犯行によるものか複数犯による犯行なのかも分かって居ない。 | [ 148 ]                 |
| ゴールドソックスキラー                         | 3人            | 1973年7月～8月                       | 1人の女性と2人の少女を絞殺、凶器に靴下が使われ、3件の事件のうち2件に使われた靴下の色は金色であったため「ゴールドソックスキラー」の異名を持つ。 | [ 149 ]                 |
| グレートブリテンおよび北部アイルランド連合王国 |                |                                      | |                         |
| 切り裂きジャック                               | 5人以上        | 1888年〜1891年?                      | 世界的にも最も悪名高い未解決事件、ホワイトチャペルで少なくとも5人の売春婦を殺害、「ホワイトチャペルの殺人鬼」「レザー・エプロン」とも呼ばれる。1894年に容疑者の一人とされていたアーロン・コスミンスキーが犯人と見られ、現在は容疑者と被害者の子孫により調査が進められている。 |                         |
| 大韓民国                                       |                |                                      | |                         |
| 大川乳幼児連続失踪事件                         | 3〜4人         | 1991年〜1993年                       | 5人の乳児が誘拐され1人だけが生き残り、3人が死亡し1人が行方不明となった連続誘拐事件、また誘拐された5人のうち4人は同じ産婦人科で産まれた乳児であった。 | [ 150 ]                 |
| 中華人民共和国                                 |                |                                      | |                         |
| 公主嶺連続殺人事件（凌冬元）                   | 31人           | 1994年〜1995年                       | 国道102号線沿いにて短期間のうちに31人を斧で撲殺した犯罪者、2008年にDNA鑑定が行われ未解決事件の犯人として凌冬元という人物が特定されたが逮捕されず、現在も行方不明となっている。 |                         |
| 朝鮮民主主義人民共和国                         |                |                                      | |                         |
| 咸鏡北道会寧市連続児童殺人事件                 | 3人            | 2013年9月の4日間                     | 4日間にかけて血が抜かれた状態で4歳児が次々と殺害された、「死者を生き返せるためのまじないのために犠牲となった」などと様々な噂が飛び回ったが不明で、犯人が捕まったとの情報はない。 | [ 64 ]                  |
| ブラジル連邦共和国                             |                |                                      | |                         |
| グアルーリョスの絞殺魔                         | 8人            | 2001年〜2002年                       | サンパウロのグアルーリョスで10人の女性に性的暴行を加え、そのうち8人を絞殺した身元不明の連続殺人犯、生き残った被害者の目撃情報によると、犯人は20代後半から30代前半の白人男性で、眼鏡をかけており、身長は約1.65メートルであった。その後に容疑者2名が逮捕されたがいずれも釈放された。 |                         |
| レインボーマニアック                           | 13人           | 2007年〜2008年                       | パトゥリス公園連続殺人事件の身元不明の犯人の異名、ゲイ男性をターゲットとし次々と殺害、レインボーマニアックという異名はLGBTの象徴であるレインボーフラッグから名付けられた。 |                         |
| ポルトガル共和国                               |                |                                      | |                         |
| リスボン・リッパー                             | 3〜9人         | 1992年～1993年・1993年〜1997年(疑惑) | 22歳のMが1992年7月31日に小屋の中で血溜まりの中に横たわっている状態で発見された。Mは首を絞められ内蔵を切り離され、内蔵の一部が取り出されていた。1993年1月27日には鉄道建設作業員によって24歳のMの痛いが発見され、内蔵をエグり出されていた。1993年3月15日には27歳のMが最初の被害者の遺体が発見された現場近くで発見された、1連の連続殺人事件の3人の被害者はいずれもM という名前で売春婦で薬物中毒者であったとされている。また連続殺人事件が発生した地域では売春婦と思われる女性2人が遺体で発見された。また1993年から1997年の間にはオランダ、チェコ、ベルギー、デンマークなどの国で似たような事件が4件発生している。 | [ 151 ]                 |
| 日本国                                         |                |                                      | |                         |
| 水曜日の絞殺魔                                 | 7人            | 1975年〜1989年                       | 佐賀女性7人連続殺人事件や北方事件の正体不明の犯人の異名、佐賀県で連続的に若い女性7人が水曜日に行方不明なり殺害されたため、この異名を持つ。 |                         |
| パラコートキラー                               | 13人           | 1985年4月30日〜11月24日              | パラコート連続毒殺事件の正体不明の犯人の異名、自動販売機の清涼飲料水に農薬のパラコートを混入し13人が死亡した、無差別殺人事件、2019年にも自動販売機の中からパラコート入りの缶ビールが見つかっている(被害は無し)。 |                         |
| 青酸コーラ無差別殺人事件                       | 3人            | 1977年1月4日〜2月半ば                | 清涼飲料水のコカ・コーラにシアン化カリウムを混入し、3人の会社員を殺害、上記のパラコート連続毒殺事件はこの事件の8年後に発生している。 |                         |

## 詳細不明なシリアルキラーの一覧
| 名前(または事件名)             | 犠牲者数        | 犯行期間                       | 事件概要 | 出典            |
| アメリカ合衆国                 | アメリカ合衆国  | アメリカ合衆国                 | アメリカ合衆国 | アメリカ合衆国  |
| ------------------------------ | --------------- | ------------------------------ | --- | --------------- |
| ケリー一家                     | 11人            | 1887年8月〜12月                | 居酒屋を経営していたケリー家は、客の内の裕福な客をターゲットとし、裕福な客の椅子は落とし戸の上に設置し、合図とともに落下死させるといった方法で11人を殺害、最終的にケリー・ケイトは馬に乗って逃走したが、逃走中に馬がつまづいた事で落馬し首の骨を骨折し死亡した、ケリー・ウィリアム・シニア、ケリー・ウィリアム・ジュニア、ケリー・キットの3人は処刑された。またベンダー一家と共通点が多い事から同一人物では無いかと考えられている。 | [ 152 ]         |
| スコットランド                 |                 |                                | |                 |
| アレクサンダー・ソニー・ビーン | 1500人以上      | 15世紀                         | ステュアート朝のシリアルキラー、人食い人種(カニバリスト)、数十年にわたり、自分ら一族のアジトである洞窟前を通る旅人を襲っては金品を強奪した後に遺体を嗜食したとされる人物、最終的に処刑された。本当に実在していたのであれば世間的にも大きな話題を呼んだはずなのにもかかわらず当時の人間の日記や出版物にはソニー・ビーンについての詳細が一切記録されていない為、架空の人物なのではないかと考えられている。                            |                 |
| ドイツ連邦共和国               |                 |                                | |                 |
| クリストマン・ゲニペルテインガ | 964〜1000人以上 | 16世紀                         | 神聖ローマ帝国のシリアルキラー、1581年頃の資料によると964人から1000人近い人々を殺害し車裂きの刑で処刑されたとされる盗賊、当時の地元の記録には残っておらず、実在したかどうか不明であり、同年に処刑されたペーター・ニールスのことではないのかと考えられている。 | [ 153 ] [ 154 ] |
| 朝鮮民主主義人民共和国         |                 |                                | |                 |
| 平安北道女性連続殺人事件       | 30人以上?       | 2020年8月〜不明                | 名前不詳、鉄山郡住在の外貨稼ぎ機関の責任者の男が、金で買った女性を船上パーティーに連れ出し、薬物を与えるなどの行為を続けてきたがやがて歯止めがかからなくなった、言うことを聞かない女性は殺害し、川に投げ捨てた。その遺体が下流の水面に次々に上がったことで犯行が発覚し逮捕された、一説に犠牲者数は30と言われる、その後の運命は不明だが、処刑されたと考えられる。                                                                    | [ 155 ]         |
| ニカラグア                     |                 |                                | |                 |
| マナグア・リッパー             | 6人             | 1889年1月14日?〜1889年1月24日? | 10日間にかけてニカラグアの首都マナグアで6人の貧しい売春婦を殺害したとされている、被害者は全員ナイフで傷つけられ、そのうちの2人は酷く惨殺されていた。クーリエ・ジャーナルは1889年7月にニカラグアに訪問した際に、事件はマナグアの地元民に「全く知られていない」と報じたため、デマである可能性が高い。 |                 |
| 日本国                         |                 |                                | |                 |
| 浅茅ヶ原の鬼婆                 | 999人           | 不明〜不明                     | 大和時代のシリアルキラー、東京都台東区花川戸に伝わる伝説であり、自分の家に宿泊する旅人をターゲットとし、奪った金品で生計を立てていたとされる老婆、999人にも及ぶ旅人を石で撲殺または圧殺したとされている最終的に池に身を投げた。 | [ 156 ]         |

## 架空のシリアルキラーの一覧
| 名前                                   | 作品名                                | 犠牲者数       | 作中での行動 | 出典    |
| 映画                                   | 映画                                  | 映画           | 映画 | 映画    |
| -------------------------------------- | ------------------------------------- | -------------- | --- | ------- |
| チャッキー（チャールズ・リー・レイ）   | チャイルド・プレイ                    | 30人           | 連続殺人犯であるチャールズ・リー・レイの魂が宿った邪悪な人形、人間の体を取り戻すために次々と多くの人々を殺害 | [ 157 ] |
| ジェイソン・ボーヒーズ                 | 13日の金曜日                          | 200〜300人以上 | 下記のパメラ・ボーヒーズの息子であり、ホッケーマスクを被っており、脳が異常に小さいのに対し、心臓は通常の2倍ほどの大きさを持っており鉈で体を切り裂かれたり頭部を斧で傷つけられてもある程度の時間が経てば蘇生してしまうほどの異常なまでの生命力を持つ、凶器としてはマチェット(鉈)や斧を用いることが多い。母パメラが殺害された事により殺人に手を染め、連続殺人事件を起こし、母を殺害したアリスを含め300人近くの人々を殺害、ホラー映画内のシリアルキラーとしては圧倒的な犠牲者数を誇る。 | [ 157 ] |
| パメラ・ボーヒーズ                     | 13日の金曜日                          | 6人以上?       | 上記のジェイソン・ボーヒーズの母親であり、クリスタルレイク連続殺人事件の犯人、50歳手前の中年女性であるが、鉈を振り回したり、人の顔面に斧を叩きこんだり、ベッドの下からナイフを突き刺したり、ドアを簡単に破壊したりして鍵を開けるなどと女性とは思えないほどの怪力の持ち主である、ジェイソンを溺愛していたパメラは元々クリスタルレイクキャンプの料理人として働いていたが、1957年に運命の歯車は狂い始めた、当時11歳のジェイソンは顔が奇形であるという理由でクラスメイトからいじめられ突き落とされてしまう、その後ジェイソンは行方不明となり、ジェイソンは死んだと思い込み、死んだ理由は監視を疎かにしていた監視員のせいだと考え、復習のために殺人に手を染めるようになる。最初の殺人は若いカップルであった。さらに放火、湖の汚染などをしでかし、その事でクリスタルレイクは一時閉鎖になるも、パメラの殺人は続いていき、キャンプ場再開に向けてクリスタルレイクに遊びに来ていた若者達を続けさまに殺害。とうとう生き残りはアリスという女性一人だけになり、パメラと対決する事になるが、パメラはアリスによって殺害された。 |         |
| ペニーワイズ                           | IT／イット “それ”が見えたら、終わり。 | 9人            | 人食い人種(カニバリスト)、小児性愛者、人間の恐怖心を糧とする邪悪な魔物で、特に幼い子供をターゲットとし殺害する、モデルは「ジョン・ゲイシー」である。 | [ 157 ] |
| ジョーカー                             | バットマン                            | 数人           | 快楽殺人犯?、道化師の格好をした男で、殺人を含める犯す犯罪は全てジョークと考える連続猟奇殺人犯 |         |
| 村田幸雄                               | 冷たい熱帯魚                          | 少なくとも30人 | 表面的には明るくお喋りが大好きな性格ではあるが、本性は残忍性極まりなく、自分の思い通りに人を支配しなければ気が済まず、トラブルを起こした相手を容赦なく毒殺し、「ボディを透明にする」と称して遺体を処理した。また静岡県警部補である川尻進は村田の周りで少なくとも30人ほどの行方不明者がいる事を把握している。モデルは「埼玉愛犬家連続殺人事件の犯人S」である。 |         |
| 佐伯伽椰子＆佐伯俊雄                   | 呪怨                                  | 15人以上       | 佐伯俊雄は未成年者、下記の佐伯剛雄によって拷問死した伽椰子は死亡後に剛雄と片思いの小林俊介を殺害し、剛雄によって押し入れに拘束された俊雄を誘拐し、俊雄と共に自分らの住む呪いの家（佐伯家）に関わった者を次々と殺害した。 | [ 158 ] |
| 佐伯剛雄                               | 呪怨                                  | 3人            | 上記の妻の佐伯伽椰子が息子の担任であり伽耶子の片思いの相手である小林俊介と関係を持っていると浮気を疑い、俊雄を自分の息子ではないと考え、俊雄を押し入れに閉じ込めガムテープで拘束しついでに飼い猫のマーを虐待死させた。その後に伽椰子に俊雄は誰の子だと尋問を行いながら、カッターで切り刻み死亡するまで拷問を行った。伽椰子を殺害した後に伽椰子の遺体をビニール袋に詰め天井裏へ遺棄した、伽椰子の殺害後も怒りが収まらず、小林の家に訪問し妊娠中の小林の妻である真奈美を殺害し、腹から胎児を引きずり出してビニール袋に入れた、その後に公衆電話から小林に電話をかけ俊雄の事を頼む内容の事を伝え、ビニール袋に入れた胎児を蹴りまくるという凶行に及んだ、最終的に胎児を蹴っているところに霊となった伽椰子が現れ、殺害された。 | [ 159 ] |
| ジグソウ                               | ソウ                                  | 40人           | ターゲットの生い立ちや性格を調査した後に麻酔などで眠らせて誘拐し、ゲームと称した儀式を被害者に行い数十人を死亡させた。 |         |
| フレディ・クルーガー                   | エルム街の悪夢                        | 42人           | 睡眠中の人の夢の中に出現し、右手にはめられた鉤爪で切り裂き危害を加える悪霊、夢の中で切り裂かれた者は現実でも同様の傷を負って死に至る。 |         |
| アート・ザ・クラウン                   | テリファーシリーズ                    | 不明           | 人食い人種(カニバリスト)、快楽殺人犯、視界に入る人々をその場にある様々な道具で惨殺する殺人ピエロ。 |         |
| マイケル・マイヤーズ                   | ハロウィンシリーズ                    | 111人          | 初犯は未成年者、1963年10月31日(当時6歳)のハロウィンに、実姉ジュディスを肉切り包丁で殺害したことで精神病院に護送された、初犯から16年目を迎えた1978年のハロウィンの日に精神病院から脱走し、作業員を殺害して作業着を奪い取り、金物店からハロウィンマスクと肉切り包丁を盗み出し、殺人を繰り返し10作品で合計111人を殺害した。 | [ 157 ] |
| ドラマ                                 |                                       |                | |         |
| セオドア・"ティーバッグ"・バッグウェル | プリズン・ブレイク                    | 不明           | 白人至上主義の両性愛者にして抜け目のない凶悪犯。 |         |
| アニメ・漫画                           |                                       |                | |         |
| 伊集院茂夫＆流川隆雄                   | ヒューマンバグ大学（拷問ソムリエ）    | 不明           | 殺し屋、ミッション系シリアルキラー、いずれも家族を皆殺しにされた過去がある。伊集院は復讐を誓い、父親の死後、一族が収集した骨董品コレクションのある部屋に足を踏み入れた時、そこにあったのは拷問器具だった。超人並の身体能力と力を持つ。外道や犯罪者などのクズをターゲットとし、誘拐してはその外道にあった拷問を行い数え切れないほどの犯罪者を殺害している。 | [ 160 ] |
| 小湊圭一                               | ヒューマンバグ大学（拷問ソムリエ）    | 300人以上      | 初犯時は未成年者、快楽殺人犯、無差別殺人犯、暗殺者、殺し屋、先天性障害を生まれつき持っており隻腕であった小湊はいじめられた過去を持っており、子供の頃から殺人を繰り返した、最初の殺人は母親が自殺する原因を作ったと思われる男達であり、バールで撲殺、続いて自分の事を仲間はずれにしたいじめっ子2名も撲殺、その後に児童施設に送られ、そこでも小湊は暴力を繰り返し、脅迫によって他人を支配、退所後に剣術家に弟子入りするが、剣術を習得した後に、しばらくして「人を斬ってみたい」という歪んだ興味が芽生え、無差別殺人を繰り返す、しばらくして剣術家に辻斬りを繰り返していたことが気づかれ、剣術家も殺害、その後に闇組織に雇われ暗殺者として働くが無差別殺人を繰り返し300人もの人々を殺害、「隻腕の暗殺者」の異名を持つ。最終的に伊集院との格闘の末、誘拐され伊集院と流川によって拷問にかけられ殺害された。 | [ 160 ] |
| 吉良吉影                               | ジョジョの奇妙な冒険                  | 48人           | 快楽殺人犯、「人を殺さずにはいられない」性格の持ち主であり、手の綺麗な女性を1983年以降48人も殺してきた。最終的に救急車に轢かれ死亡した。 | [ 161 ] |
| 片桐安十郎                             | ジョジョの奇妙な冒険                  | 7人以上        | 快楽殺人犯、同性愛者、「日本犯罪史上最低の殺人鬼」と呼ばれ、マスコミからの通称は「アンジェロ」、12歳の時に強姦と強盗を犯して投獄。それ以降、全国を転々とし、あらゆる犯罪を犯して服役と出所を繰り返して来た。そして偶々出会った14歳の三人の少年の内二人を強姦殺人のうえ金品を奪い、三人目を局部を切り取って殺した後に、その家族に身代金を要求、身代金を受け取る際に逮捕された。死刑判決が言い渡され、死刑が執行されたが、スタンド使いとなり死刑執行に失敗、その後に脱獄し、スタンドを一般市民に取り付かせ、本体は安全な場所から犯罪を娯楽感覚で楽しんでいた、犯罪を楽しんでいた際に東方仗助に遭遇し邪魔され、東方朋子にスタンドを取り付かせようとするが失敗、そこで犬の散歩をしていた中年男性が通りかかり「いい気になっている」という理由で、飼い犬の口を食い破り、それを中年に押し込んだ後、スタンドで頭部を破壊し殺害、その後に朋子の体内にスタンドを侵入させるが、仗助よって瓶にスタンドを閉じ込められてしまう。そこへかつて自分を逮捕した仗助の祖父・東方良平を偶然発見し、彼の趣味を利用して脱出し私怨により良平を殺害する。その後雨の日を狙って仗助と承太郎に襲い掛かるが再びスタンドを捉えられ本体の居場所も暴かれ命乞いするが、岩に埋め込まれスタンド能力を得た経緯を自白するが隙をついて通りすがりの子供を人質にするが、仗助の逆鱗に触れ岩との融合が進行し原型をとどめず思考もままならない姿までに変えられた。 |         |
| ベンニー=ドロン                        | HUNTER×HUNTER                         | 288人          | 刀鍛冶であったベンニーは殺人を犯す度に、記念と称してベンズナイフという番号入りのナイフを作っていた、作られたナイフは288本 | [ 162 ] |
| ジョネス                               | HUNTER×HUNTER                         | 146人          | 白人風の外見をした大男で、11歳から老人まで幅広い年齢層の人々を146人を殺害し懲役968年に処せられた超長期刑囚、ザバン市犯罪史上最悪のシリアルキラーであり「解体屋(バラシヤ)」の異名を持つ、最終的にキルアによって心臓を抜き取られ殺害された。 |         |
| ヒソカ=モロウ                          | HUNTER×HUNTER                         | 少なくとも4人  | 快楽殺人犯、無差別殺人犯、暇つぶしや八つ当たりで殺したりする性格の持ち主であり、ハンター試験前には1人殺害、その後には3人殺害。 |         |
| ビノールト                             | HUNTER×HUNTER                         | 不明           | 人食い人種(カニバリスト)、指名手配犯、スラム街で生まれ育ち、少年時代には正しくまともに生きていくことを望んでいたが、心ない大人達から善意を反故にされ、半殺しにされた過去を持っており、それが根深いトラウマとなっていた、好物は22歳の女性の人肉と髪の毛、グリードアイランドにてゴン達を殺害しようとするが未遂に終わり、ビスケによって返り討ちに合い、グリードアイランドを出た後に自首することを条件に見逃してもらう。 |         |
| 夜神月                                 | DEATH NOTE                            | 不明           | ミッション系シリアルキラー、デスノートを拾った時に、実験的にデスノートを使用し、その効力を目の当たりにしたことから本物であると確信した後に当初は良心の呵責に苛まれるも、次第に自らの殺人を「腐った人間は死んだ方がいい」と正当化していき、デスノートによる世直しを考えるようになり、次々と犯罪者を殺害した。 |         |
| 白身正亜希                             | DEATH NOTE                            | 13人           | 5件の放火を犯し家屋を全焼させ、合計13人を殺害した連続放火魔、11月5日に逮捕されたが上記の夜神月によって実験台としてデスノートに名前を書かれ心臓麻痺によって死亡した。 | [ 163 ] |
| 小説                                   |                                       |                | |         |
| 田治見要蔵                             | 八つ墓村                              | 32人           | 身勝手な性格で、発狂し村人32人を虐殺し、山の中へと姿を消した。 |         |
| スウィーニー・トッド                   | スウィーニー・トッド                  | 不明           | 理髪師の殺人鬼で、手口としては剃刀で刺殺または裕福な客を仕掛けで地下へ落とし金品を奪い取る。殺害した遺体は共犯の菓子職人に屠殺させ人肉入りの菓子を何も知らない客に販売することで証拠隠滅した。 |         |
| 山村貞子                               | リングシリーズ                        | 不明           | 呪いのビデオを用いて浅川和行の友人の高山竜司を含め複数の人々を呪い殺した。 |         |
| ハンニバル・レクター                   | 羊たちの沈黙                          | 不明           | 人食い人種(カニバリスト)、人の死肉を好む連続猟奇殺人鬼、幼少期に妹が殺された際に、知らずに自分も妹の肉を食べさせられていた事がトラウマとなり食人癖の根源となった、また他人にも知らせずに人肉料理を振る舞う。 |         |
| ゲーム                                 |                                       |                | |         |
| アルバート・ウェスカー                 | バイオハザード                        | 7人以上        | 人食い人種(カニバリスト)、テロリスト、ウイルスを用いた強制進化で新人類の創造主となることを目的とし、多くの人々をゾンビ化させたバイオテロ犯、直接的には数人殺害。 |         |
| 紫鏡                                   | 月華の剣士                            | 不明           | 快楽殺人犯、無差別殺人犯、人を斬殺する事に快楽を覚える殺人鬼。 |         |
| その他                                 |                                       |                | |         |